# Etiopía
Etiopía (en amárico: ኢትዮጵያ, romanizado: ītiyop’iya), oficialmente la República Democrática Federal de Etiopía (en amárico: የኢትዮጵያ ፌዴራላዊ ዴሞክራሲያዊ ሪፐብሊክ, romanizado: ye’ītiyop’iya fēdēralawī dēmokirasīyawī rīpebilīki), antiguamente conocida como Abisinia, es un país sin litoral situado en el Cuerno de África. Las estimaciones demográficas a 2021 lo sitúan como el segundo país más poblado de África, solo por detrás de Nigeria y el duodécimo a nivel mundial, así como el país sin litoral más poblado del mundo.
Su capital, así como su ciudad más grande y poblada, es Adís Abeba. Limita al norte con Eritrea, al noreste con Yibuti, al este con Somalia, al sur con Kenia y al oeste con Sudán y Sudán del Sur.
Etiopía, donde se introdujo tempranamente el cristianismo, es el único caso entre los países africanos que nunca ha sido colonizado, y mantuvo su independencia durante el reparto de África, excepto por un periodo de cinco años (1936-1941), cuando estuvo bajo ocupación italiana. Con la independencia de Eritrea en 1993 Etiopía perdió su salida al mar.
Etiopía fue miembro de la Sociedad de Naciones, firmó la Declaración de las Naciones Unidas en 1942, fundó la sede de la ONU en África, fue uno de los 51 miembros originales de dicha organización y es uno de los miembros fundadores de la antigua Organización para la Unidad Africana y actual Unión Africana, durante el gobierno del negus Haile Selassie I.

## Toponimia
El nombre «Etiopía» deriva del griego Αἰθιοπία Æthiopia, a su vez procedente de Αἰθίοψ Æthiops, 'etíope'. Etimológicamente, este término se interpreta como 'rostro quemado' (αιθ- quemada, ὄψ faz) y se empleó como una denominación genérica para referirse a pueblos de tez más oscura que la de los griegos desde la antigua Grecia.
Antiguas fuentes etíopes afirman que el nombre deriva de "'Ityopp'is" (quien fue hijo del bíblico Cush, hermano de Nemrod, sobrino de Mizraím, Fut y Canaán, y bisnieto de Noé), fundador legendario de la ciudad de Axum.

## Etnónimo
Abisinios es el nombre genérico dado a los habitantes de Etiopía, especialmente a los habitantes de las regiones de Tigray, Amhara y la antigua provincia de Shewa. El término proviene del antiguo reino de Abisinia o imperio etíope que ocupó aproximadamente los actuales territorios de Eritrea y Etiopía. El etnónimo fue cediendo vigor por razones históricas e ideológicas ante el término etíope.

## Historia

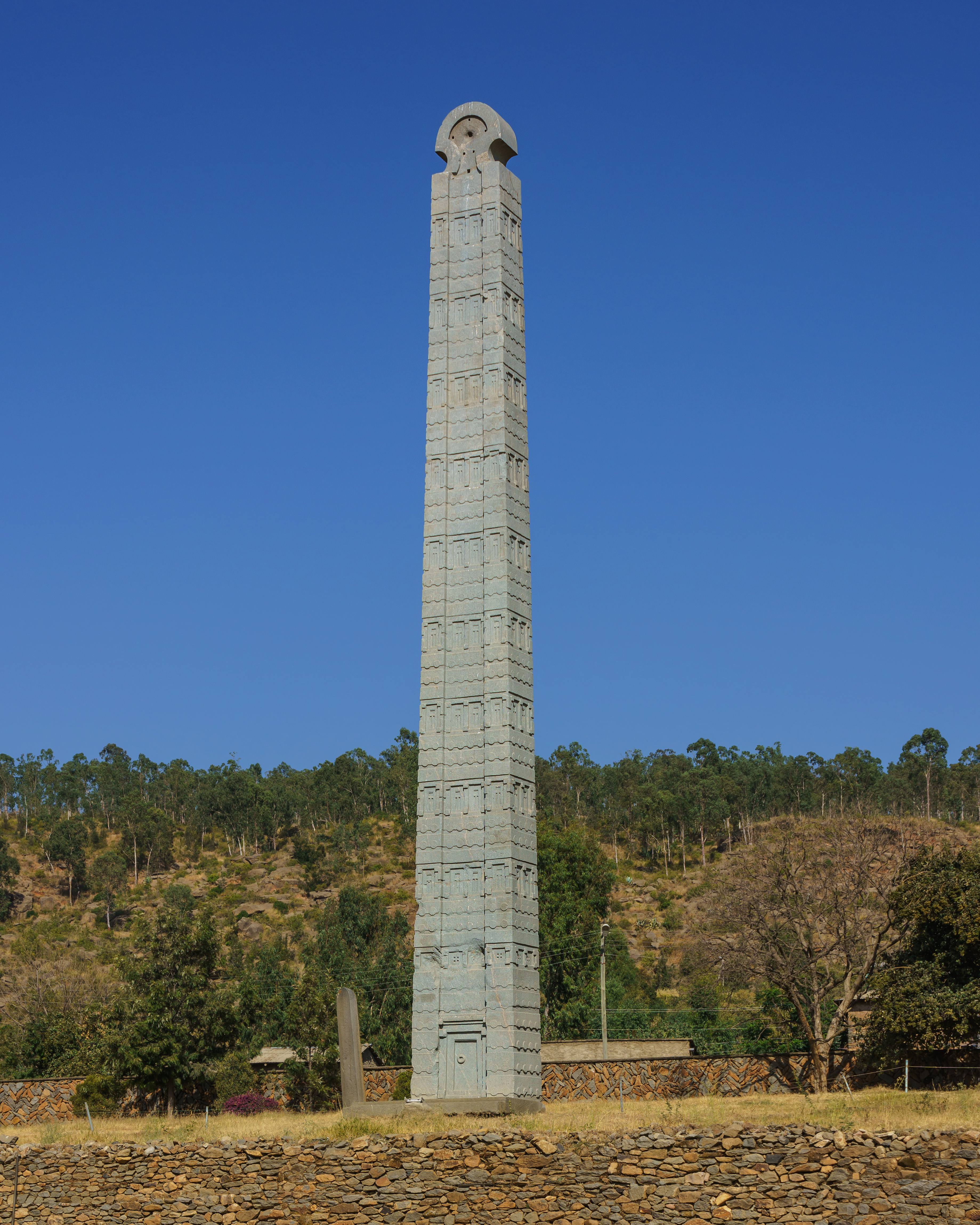
El obelisco de Aksum, levantado durante el Reino de Aksum en el Estuvo en Italia desde 1937 hasta 2005.

El mítico rey de los etíopes, un pueblo citado por Homero y ubicado en el período arcaico de África, al sur de Egipto, es Memnon (en griego antiguo Μέμνων / Memnôn, "el que se mantiene firme") que habría vivido hacia 1250 a. C. Por su parte, la leyenda nacional etíope señala que su primer rey fue Menelik, hijo de la reina de Saba y el rey Salomón, que relata el Antiguo Testamento (Reyes, I, 10). Leyenda grabada en el siglo XIV en un convento de Etiopía y datada en el siglo VIII.
El puerto de Adulis pasará a controlar el comercio del Mar Rojo a partir del siglo III a. C. por decisión de Ptolomeo Evergete. Hecho considerado como el embrión de la futura Etiopía. El enclave marítimo permitió el enriquecimiento de una clase local de comerciantes y funcionarios así como el desarrollo de una potente cultura sabeo-etiópica que evolucionaría hasta consolidar fuertes reinos. El primero de ellos será el de Axum, a finales del siglo I d. C. Este nuevo estado canalizará todo el comercio entre el Mediterráneo, el mar Rojo y Asia. En el siglo IV se introdujo el cristianismo. El poderoso reino empezó a decaer tras la derrota de La Meca (570) frente a los árabes. En 1270 se instauró la dinastía Salomónica, que dio inicio al Imperio de Etiopía. Entre los siglos XV y XVI, se reconquistó el territorio. En los siglos XVII y XVIII, la capital del reino se trasladó a Gondar.
Etiopía es la segunda nación más antigua del mundo en adoptar el cristianismo como religión oficial (333 d. C.) después de Armenia (301 d. C.).
El 21 de enero de 1872, Kassay el Tigre subyugó todo el territorio a excepción de Xoa, coronándose en Aksum como negus y adoptó el nombre cristiano de Juan IV de Etiopía. En 1884 el nuevo emperador pactó con el almirante inglés Newet un convenio que le aseguraba el libre comercio en Massaua, pero al ocupar los italianos esta población, Juan IV mostró una actitud hostil frente a los nuevos colonizadores.
El ejército italiano experimentó algunas pérdidas en Dogali, pero el 9 de marzo de 1890 el emperador Juan IV murió en Metemmet. Por la falta de monedas en circulación durante su reinado, se permitió la utilización de monedas extranjeras en todo el territorio. Para garantizar su circulación, dichas piezas fueron contramarcadas con un punzón circular que contenía el león de Judá y su valor. Se conocen diferentes monedas de Austria, Francia y España con esta curiosa marca. El sobrino de Hassai, Mangascha, fue desposeído por Menelik II, quien firmó un pacto con los italianos que ya habían ocupado Karen y Asmara, territorio que fue reconocido con el nombre de colonia de Eritrea.
Durante el reparto europeo de África del siglo XIX, Etiopía conservó su independencia; sin embargo, en 1895 ocurre la invasión italiana, desde su colonia en Eritrea. En 1931 sube al trono el emperador Haile Selassie, a cuya coronación asistió Plutarco Elías Calles. En 1935, las tropas italianas de Benito Mussolini invadieron el país. El ejército etíope, que mantenía caballería con lanzas y unos pocos con fusiles, no eran rivales para el ejército italiano. El presidente mexicano Lázaro Cárdenas del Río envió armas a Etiopía, pero los italianos finalmente conquistaron Etiopía, y pasó a llamarse Abisinia. En 1936, el territorio pasa oficialmente (con poco reconocimiento internacional) a formar parte del África Oriental Italiana. Durante la Segunda Guerra Mundial, la derrota italiana en la batalla de Gondar devolvió el poder a Haile Selassie I. En 1952, la ONU aprobó la federación de Etiopía y de Eritrea, convertida posteriormente en un país demócrata.
Haile Selassie realizó visitas a Japón, donde lo recibió el emperador Hirohito, y Yugoslavia, donde fue recibido por el mariscal Tito. En 1966 recibió al presidente francés Charles de Gaulle, debido a que Francia había apoyado a Etiopía durante la guerra.

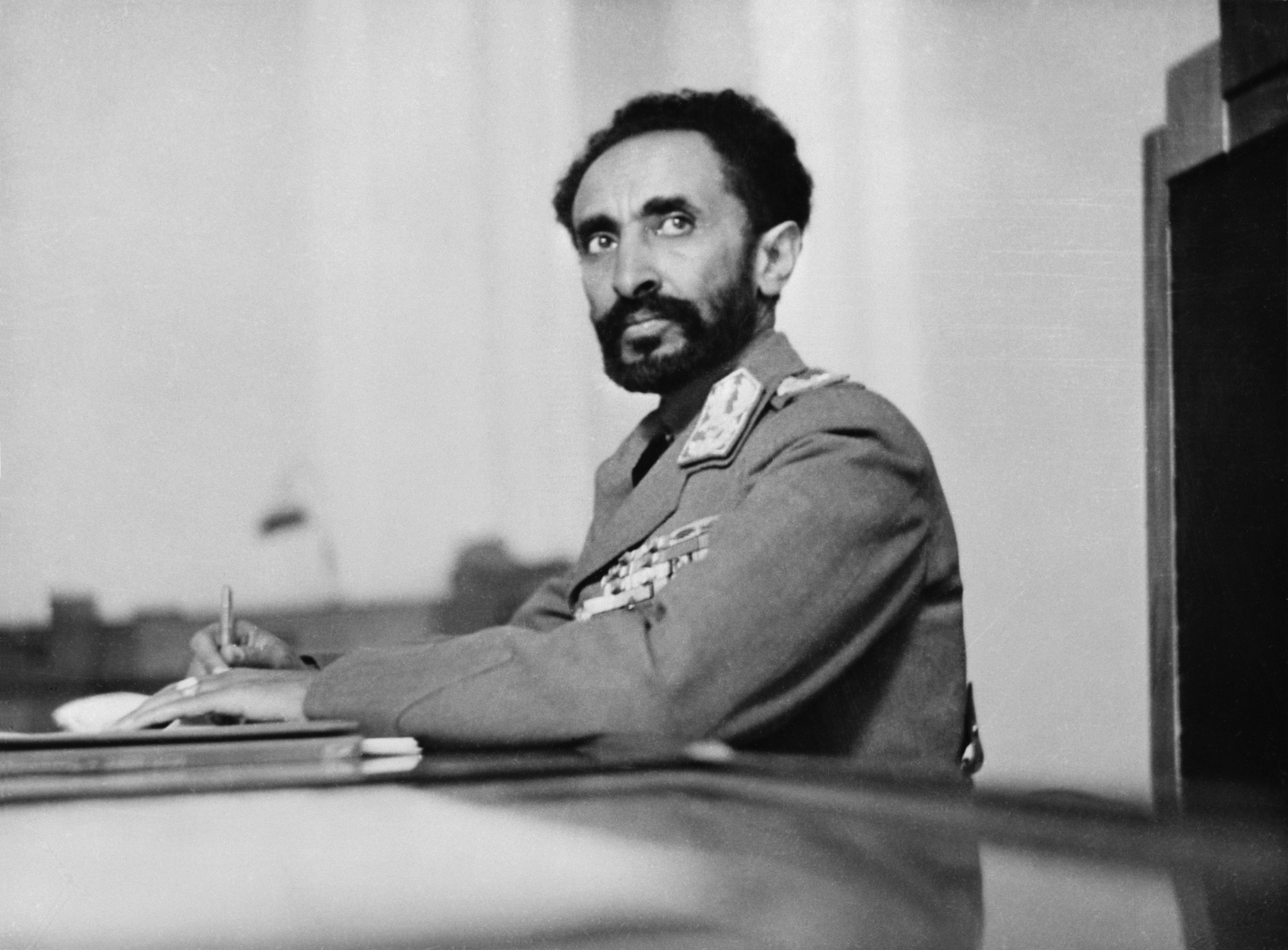
Haile Selassie, emperador de Etiopía, en el estudio de su palacio.

Hacia 1974, el régimen de Haile Selassie se enfrentaba a un gran descontento público, agudizado por derrotas militares a manos de guerrilleros eritreanos, y a raíz de una profunda hambruna en las provincias de Wolo y Tigray, producida por la sequía. Estos hechos desencadenaron una revolución liderada por oficiales de baja graduación del Ejército y promovida por grupos políticos de izquierda, que terminó con el derrocamiento del emperador. Asumió el poder una Junta Militar conocida como el Derg.
En 1977 asume el control del Derg Mengistu Haile Mariam, quien instauró un gobierno socialista. Durante este periodo se socializa la economía, se alinea de parte del bloque soviético. Entre 1975 y 1985, los niños matriculados en educación primaria aumentaron de unos 957 300 a cerca de 2 450 000. Si bien, aún se observaban variaciones entre las regiones en el número de estudiantes matriculados y existía una disparidad en la matrícula de niños y niñas. Sin embargo, mientras la inscripción de los niños se había duplicado, el de las niñas se había más que triplicado en dicho período.
Sufre una terrible hambruna en 1984, debida a una gran sequía, muy habitual en la zona como la de 1970. En 1991 la República Democrática Popular de Etiopía es derrocada en medio de una guerra civil.
En mayo de 1991, Meles Zenawi al mando del Frente Democrático Revolucionario del Pueblo Etíope alcanza la victoria armada sobre Menghistu y es proclamado presidente, iniciando un periodo de reformas políticas y sociales que le llevan a abandonar el régimen socialista. La nueva guerra con Eritrea de 1997 a 2000 finalizó con la independencia de Eritrea y, bajo el patrocinio de la ONU y la OUA, se obtuvo la paz definitiva.

## Gobierno y política
El funcionamiento de las instituciones etíopes está normado por el texto constitucional ratificado en diciembre de 1994 y que entró en aplicación el 22 de agosto de 1995.

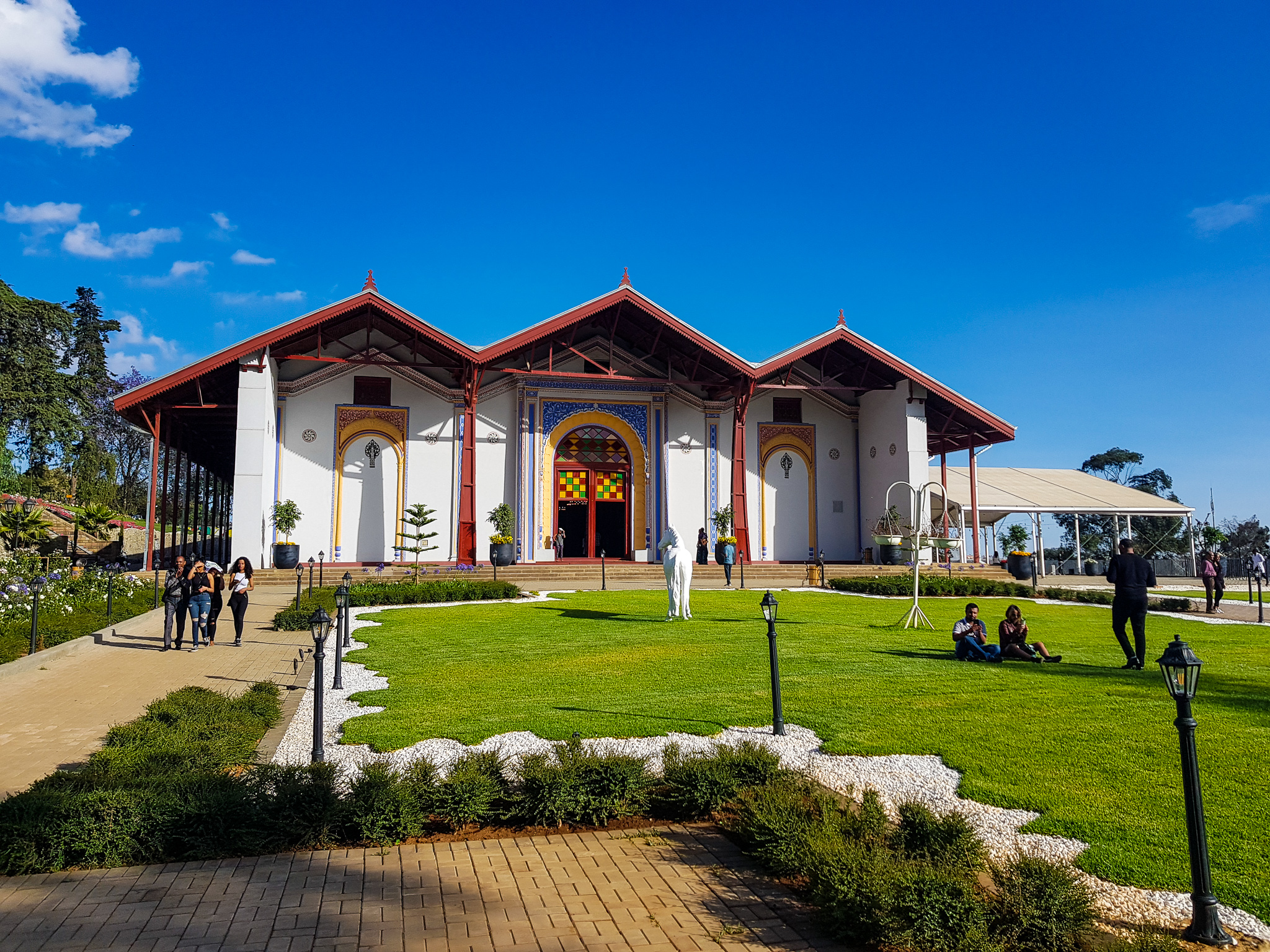
Palacio de Menelik, residencia y oficina del primer ministro de Etiopía

El sistema parlamentario instituido entonces reposa sobre la Asamblea Parlamentaria Federal, constituida por dos cámaras (bicameralidad) que representa el poder legislativo:
- la Cámara de Representantes Populares: compuesta de 547 diputados electos por sufragio universal directo cada cinco años. Ésta tiene competencias en materia legislativa, fiscal y presupuestaria.
- la Cámara de la Federación: compuesta de 153 miembros elegidos por sufragio universal indirecto por los representantes de las regiones. Tiene el rol del control constitucional esencialmente.

El poder ejecutivo tiene más competencias. Está dividido en dos polos donde el rol es desigual:
- El presidente de la República ocupa la jefatura de Estado. Es elegido de forma conjunta por ambas cámaras por un período de 6 años. Sus funciones son de carácter honoríficas y protocolarias, aunque se le reconoce cierto poder de influencia.
- El primer ministro maneja la política de país. Escogido por el partido mayoritario en la Cámara de diputados, este es designado por un mandato quinquenal, renovable una vez.

El poder judicial reposa sobre la Corte suprema federal, separada por la constitución de los poderes legislativos y ejecutivos. La constitución prevé un poder judicial independiente de los otros poderes.También hay un Tribunal Superior y Tribunales de Primera Instancia. Cada estado regional a su vez tiene un sistema judicial paralelo.

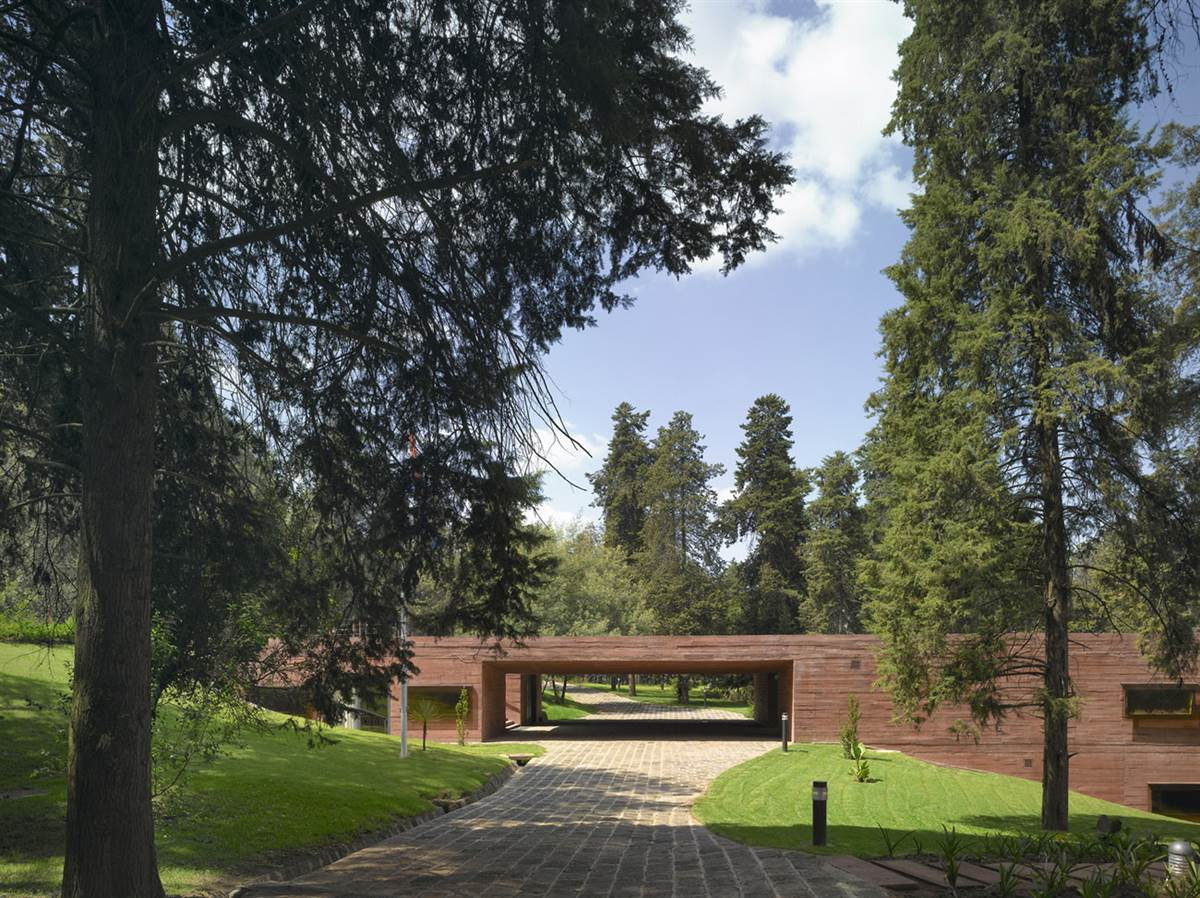
Embajada de los Países Bajos en Etiopía

### Política exterior
Desde la Tierra de Punt, Etiopía ha sido una nación comercial que exportaba principalmente mercancías como oro, marfil, animales exóticos e incienso. Muchos historiadores concluyeron que las relaciones diplomáticas modernas de Etiopía comenzaron bajo el reinado del emperador Tewodros II, que pretendía establecer la frontera etíope y que más tarde se vio mermada sin éxito en la expedición británica de 1868. Desde entonces, el país fue considerado superfluo por las potencias mundiales hasta la apertura del Canal de Suez debido a la influencia de la guerra mahdista.
En la actualidad, Etiopía mantiene sólidas relaciones con países como China, Israel, México, Turquía e India, así como con los países vecinos. La relación con Sudán y Egipto se encuentra en cierta situación de disputa debido al proyecto de la Gran Presa del Renacimiento Etíope, que se intensificó en 2020. A pesar de que seis países río arriba (Etiopía, Kenia, Uganda, Ruanda, Burundi y Tanzania) firmaron la Iniciativa de la Cuenca del Nilo en 2010, Egipto y Sudán rechazaron el tratado de reparto del agua alegando que la reducción de la cantidad de agua de la cuenca del Nilo desafía su conexión histórica de derechos sobre el agua. En 2020, el primer ministro Abiy Ahmed advirtió de que "ninguna fuerza puede impedir que Etiopía construya una presa. Si hay que ir a la guerra, podríamos tener millones de personas preparadas". Etiopía es un socio estratégico de la Guerra Global contra el Terrorismo y de la Ley de Crecimiento y Oportunidades para África (AGOA). Estados Unidos.

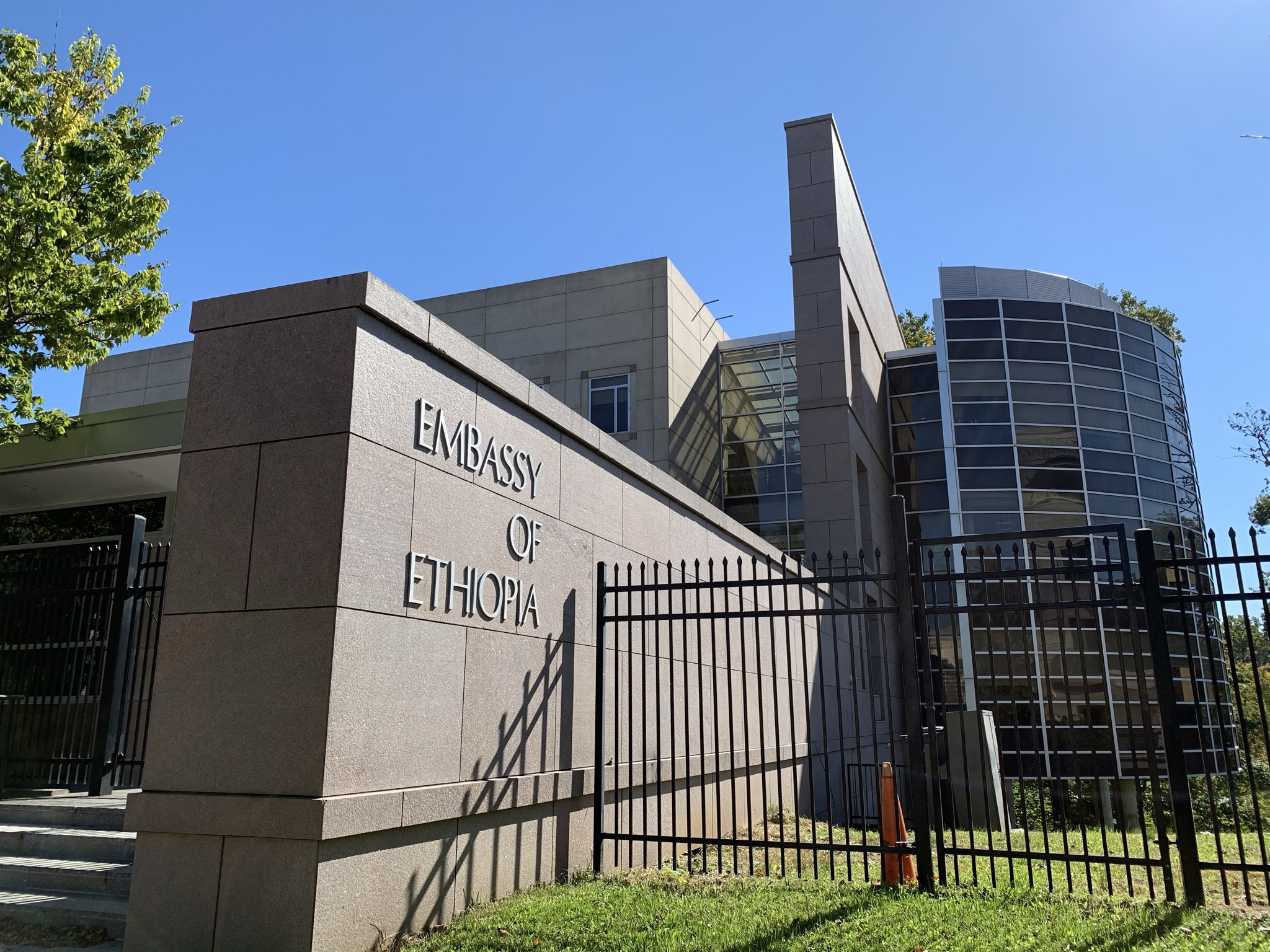
Embajada de Etiopía en Washington D.C, Estados Unidos

El expresidente Barack Obama fue el primero en visitar Etiopía en julio de 2015, mientras pronunciaba un discurso en la Unión Africana, en el que destacó la lucha contra el terrorismo islámico. Etiopía ha concentrado emigrantes en países de Europa, principalmente en Italia, Arabia Saudí, Reino Unido, Canadá, Suecia y Australia. Etiopía tiene emigrantes judíos en Israel alrededor de 155.300 a partir de 2019. Se les conoce colectivamente como Beta Israel. Etiopía es miembro fundador del Grupo de los 24 (G-24), del Movimiento de Países No Alineados y del G77. En 1963, se fundó en Addis Abeba la Organización para la Unidad Africana, que más tarde pasaría a llamarse Unión Africana, como centro político de la Unión. Además, también es miembro de la Cámara Panafricana de Comercio e Industria, la Comisión Económica de las Naciones Unidas para África, la Fuerza Africana de Reserva y muchas de las ONG mundiales centradas en África.
Etiopía es uno de los países africanos miembros fundadores de la Sociedad de Naciones, ahora Naciones Unidas, al menos desde el final de la era colonial en 1923. Las tareas de la ONU en Etiopía se centran principalmente en cuestiones humanitarias y de desarrollo. Por ejemplo, el Equipo de País de la ONU (UNCT) en Etiopía cuenta con representantes de 28 fondos y programas de la ONU y agencias especializadas. Algunas de sus agencias tienen un mandato de vinculación regional con la Comisión Económica de las Naciones Unidas para África y la Unión Africana.

### Defensa

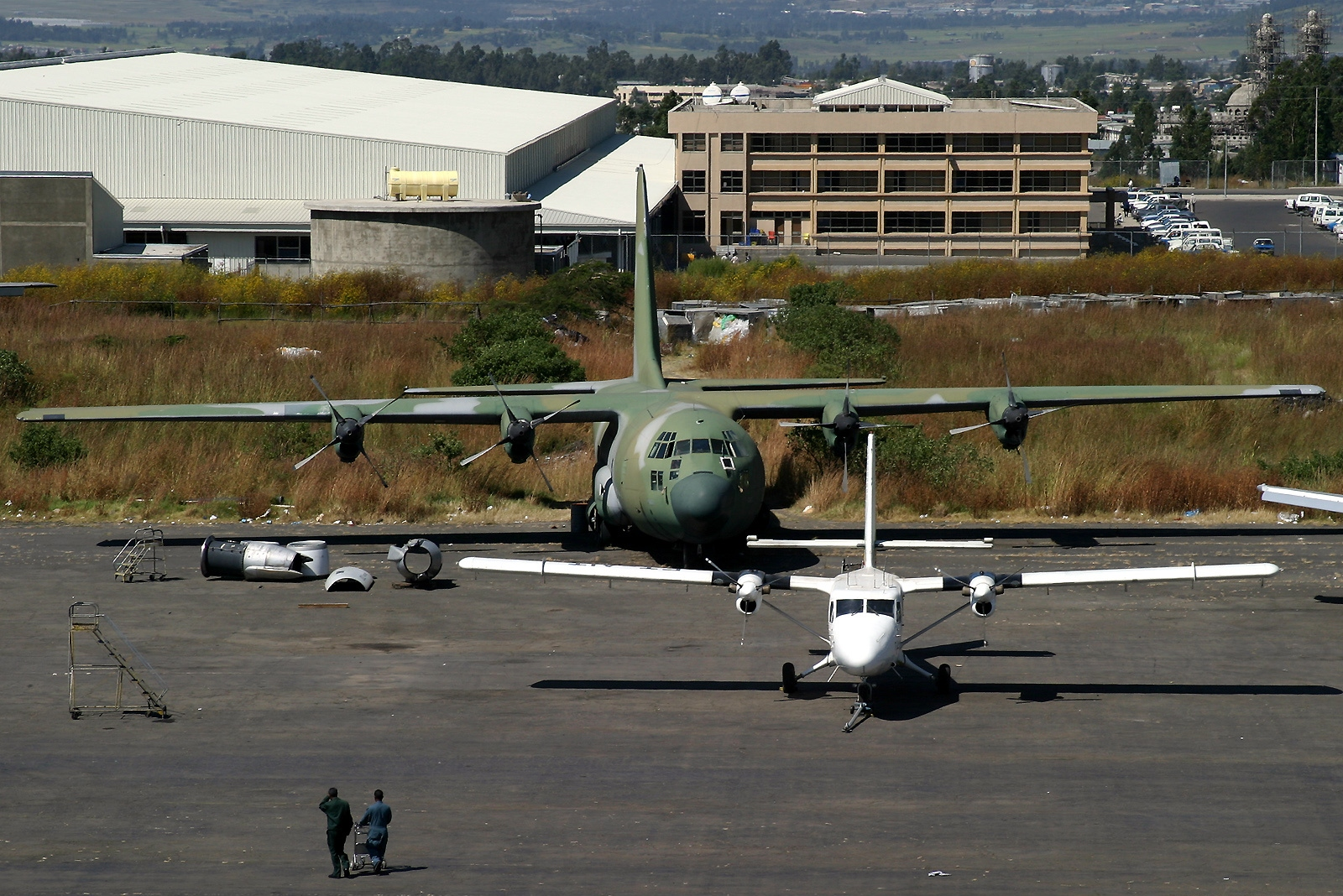
Un Lockheed C-130 Hercules de la Fuerza Aérea de Etiopía

Los orígenes del ejército etíope y sus tradiciones militares se remontan a la historia más antigua de Etiopía. Debido a su ubicación entre Oriente Próximo y África, Etiopía ha estado durante mucho tiempo en medio de la política oriental y occidental y ha sido objeto de invasiones extranjeras. En 1579, el intento del Imperio Otomano de expandirse desde una base costera en Massawa durante la conquista otomana de Habesh fue derrotado. El Ejército del Imperio Etíope también logró derrotar a los egipcios en 1876 en Gura, liderados por el emperador etíope Yohannes IV. La batalla de Adwa es la victoria más conocida de las fuerzas etíopes sobre invasores extranjeros. Mantuvo la existencia de Etiopía como Estado independiente. Combatida el 1 de marzo de 1896 contra el Reino de Italia cerca de la ciudad de Adwa, fue la batalla decisiva de la Primera Guerra Italo-Etíope.

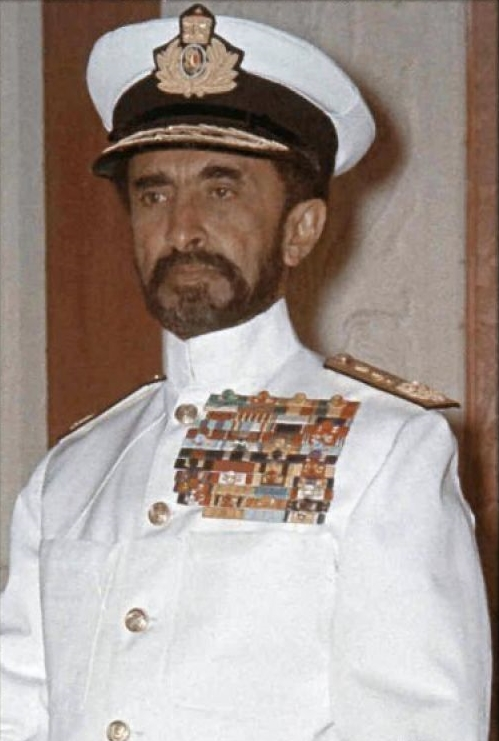
El Emperador Haile Selassie en uniforme de la Armada Imperial de Etiopía en 1955

La modernización del ejército etíope tuvo lugar bajo la regencia de Tafari Mekonnen, que más tarde reinó como emperador Haile Selassie I. Creó una Guardia Imperial, el Kebur Zabagna, en 1917 a partir del anterior Safari Mahal que tradicionalmente había asistido al emperador etíope. Su élite se formó en la academia militar francesa de Saint-Cyr.
El ejército etíope, bajo la unidad del batallón Kagnew, participó en la guerra de Corea a partir de 1950, luchando como parte del Mando de las Naciones Unidas. Algunas publicaciones afirmaban que las tropas etíopes permanecieron durante 15 años, aunque otras afirmaban que se fueron hasta 1975, como parte del Mando de la ONU. El batallón contaba con 6.037 efectivos en el momento de la guerra.
La Fuerza de Defensa Nacional de Etiopía es la fuerza militar de Etiopía. La ENDF consta de dos ramas separadas: las Fuerzas Terrestres Etíopes y la Fuerza aérea Etíope. Desde 1996, Etiopía, un país sin salida al mar, no ha tenido armada pues tras la independencia de Eritrea unos años antes perdió el acceso directo a la costa, pero en 2018 el primer ministro Abiy Ahmed dijo en la televisión estatal: "Construimos una de las fuerzas terrestres y aéreas más fuertes de África ... debemos construir nuestra capacidad de fuerza naval en el futuro".
Una nueva guerra entre Eritrea y Etiopía se desarrolló como un enfrentamiento fronterizo que tuvo lugar entre mayo de 1998 y junio de 2000.
Los combates se intensificaron con fuego de artillería y tanques, lo que dio lugar a cuatro semanas de intensos combates. Las tropas terrestres lucharon en tres frentes. Eritrea afirma que Etiopía lanzó ataques aéreos contra su capital, Asmara, mientras que Etiopía acusa a Eritrea de atacar primero. Los combates provocaron desplazamientos internos masivos en ambos países, al huir los civiles de la zona de guerra.
El conflicto terminó con el despliegue de la MINUEE.
En 2006, Etiopía desplegó tropas para ayudar al Gobierno Federal de Transición en la actual guerra civil somalí. Las Fuerzas de Defensa de Etiopía desplegaron tropas en la región norte para ayudar al Gobierno Federal de Transición y en la región sur con el apoyo de la Quinta Flota de Estados Unidos. En enero de 2007, las fuerzas etíopes contaban con unos 200.000 efectivos. En noviembre de 2008, Etiopía anunció que retiraría sus tropas, y todas las fuerzas etíopes habían abandonado el país el 15 de enero de 2009.

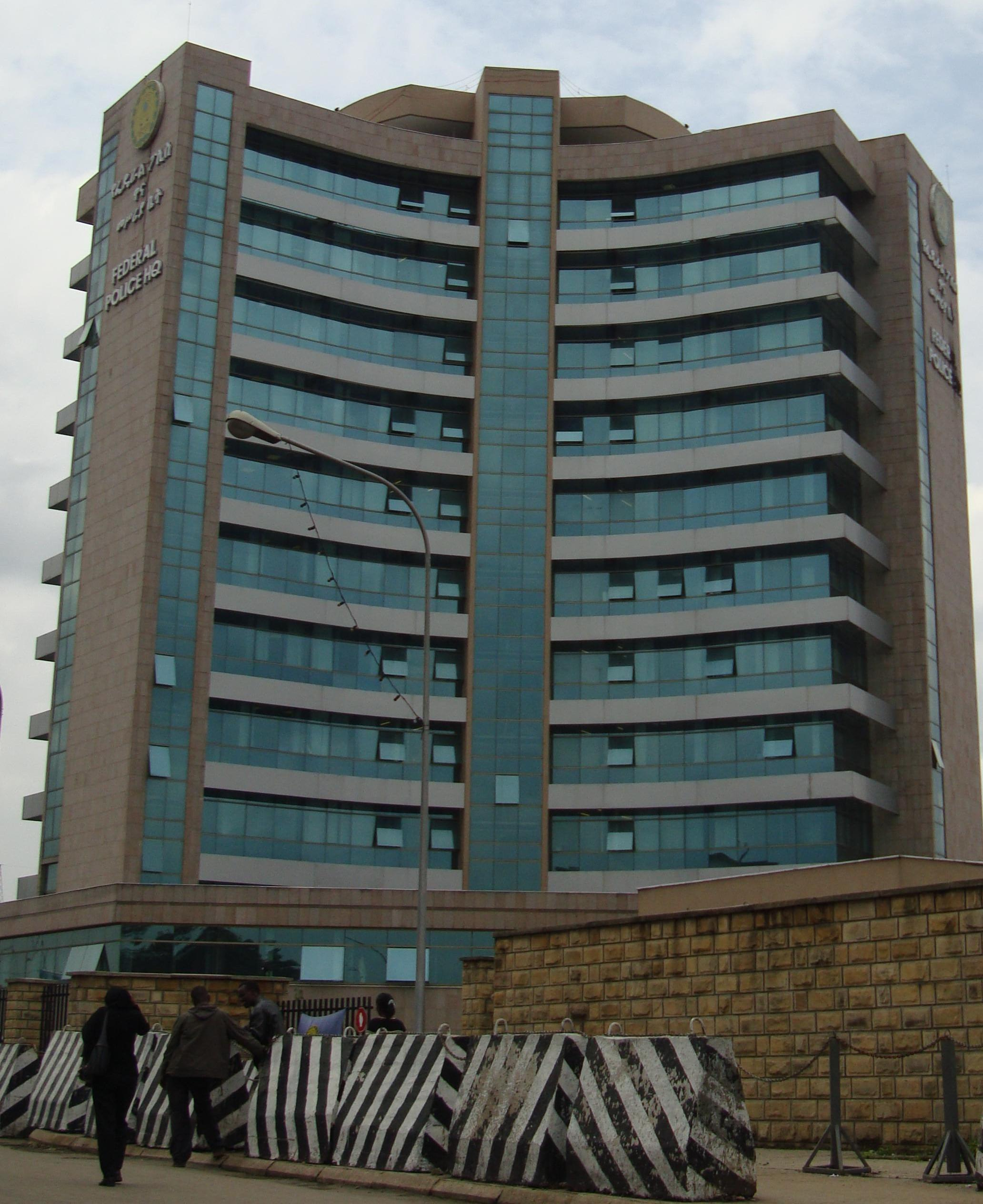
Sede de la Policía Federal de Etiopía en Adís Abeba

### Aplicación de la ley
La Constitución garantiza el cumplimiento de la ley a la Policía Federal Etíope (EFP). La EFP es responsable de la salvaguarda y el bienestar público en el ámbito federal. Fundada en 1995, la policía federal es supervisada por el Comisionado de la Policía Federal desde octubre de 2000; el Comisionado de la Policía Federal informa de sus tareas al Ministerio de Paz, aunque tras las reformas políticas de 2018 se anuló y se remitió al Parlamento nacional. En años anteriores, la policía federal reportaba las tareas del Ministerio directamente. Además, la policía federal tiene la capacidad de revelar las comisiones regionales de policía, con el fin de obtener ayuda. Independientemente, las milicias locales velan por la seguridad.
Hoy en día, el soborno es una preocupación básica, especialmente observada por la policía de tráfico. La brutalidad policial apareció como grave en los últimos años. El 26 de agosto de 2019, se hizo viral un vídeo de un hombre esposado golpeado por dos policías mientras una anciana intervenía en la escena en Addis Abeba. Se dice que la reciente mala conducta policial se debe a que el comisario de la Policía Federal no ha respetado el artículo 52 de la Constitución, que establece la investigación del uso ilegítimo de la fuerza y el despido de los agentes que hayan incurrido en mala conducta. Las Directrices de Luanda y la Isla Robben de la Unión Africana o la Declaración de las Naciones Unidas sobre la Justicia para las Víctimas del Abuso de Poder y sus Principios Básicos sobre el Empleo de la Fuerza y de Armas de Fuego obligan al comité disciplinario del gobierno etíope a combatir la brutalidad policial tanto a nivel individual como sistémico.

### Derechos humanos
En materia de derechos humanos, respecto a la pertenencia a los siete organismos de la Carta Internacional de Derechos Humanos, que incluyen al Comité de Derechos Humanos (HRC), Etiopía ha firmado o ratificado:
| Etiopía | Tratados internacionales | Tratados internacionales | Tratados internacionales | Tratados internacionales  | Tratados internacionales  | Tratados internacionales | Tratados internacionales | Tratados internacionales | Tratados internacionales  | Tratados internacionales | Tratados internacionales | Tratados internacionales | Tratados internacionales  | Tratados internacionales  | Tratados internacionales | Tratados internacionales  | Tratados internacionales    | Tratados internacionales  |
| --- | --- | --- | --- | ------------------------- | ------------------------- | --- | ------------------------ | --- | ------------------------- | --- | ------------------------ | --- | ------------------------- | ------------------------- | ------------------------ | ------------------------- | --------------------------- | ------------------------- |
| Etiopía | CESCR | CESCR | CCPR | CCPR                      | CCPR                      | CERD | CED                      | CEDAW | CEDAW                     | CAT | CAT                      | CRC | CRC                       | CRC                       | CRC                      | MWC                       | CRPD                        | CRPD                      |
| Etiopía | CESCR | CESCR-OP | CCPR | CCPR-OP1                  | CCPR-OP2-DP               | CERD | CED                      | CEDAW | CEDAW-OP                  | CAT | CAT-OP                   | CRC | CRC-OP-AC                 | CRC-OP-SC                 | CRC-OP-CP                | MWC                       | CRPD                        | CRPD-OP                   |
| Pertenencia | Etiopía ha reconocido la competencia de recibir y procesar comunicaciones individuales por parte de los órganos competentes. | Etiopía ha reconocido la competencia de recibir y procesar comunicaciones individuales por parte de los órganos competentes. | Etiopía ha reconocido la competencia de recibir y procesar comunicaciones individuales por parte de los órganos competentes. | Ni firmado ni ratificado. | Ni firmado ni ratificado. | Etiopía ha reconocido la competencia de recibir y procesar comunicaciones individuales por parte de los órganos competentes. | Sin información.         | Etiopía ha reconocido la competencia de recibir y procesar comunicaciones individuales por parte de los órganos competentes. | Ni firmado ni ratificado. | Etiopía ha reconocido la competencia de recibir y procesar comunicaciones individuales por parte de los órganos competentes. | Sin información.         | Etiopía ha reconocido la competencia de recibir y procesar comunicaciones individuales por parte de los órganos competentes. | Ni firmado ni ratificado. | Ni firmado ni ratificado. | Sin información.         | Ni firmado ni ratificado. | Firmado pero no ratificado. | Ni firmado ni ratificado. |
| Firmado y ratificado, firmado, pero no ratificado, ni firmado ni ratificado, sin información, ha accedido a firmar y ratificar el órgano en cuestión, pero también reconoce la competencia de recibir y procesar comunicaciones individuales por parte de los órganos competentes. | | | |                           |                           | |                          | |                           | |                          | |                           |                           |                          |                           |                             |                           |

## Organización territorial

Regiones de Etiopía en 2023.

Hasta 1995 Etiopía estaba dividida en trece provincias (catorce antes de la independencia de Eritrea en 1993). Actualmente Etiopía tiene un sistema gubernamental escalonado, que consta de un gobierno federal (Estados regionales, kilil), zonas, distritos (woredas) y comarcas (kebele).[cita requerida]
Cada una de las regiones tiene su propio Gobierno autónomo, elegido por su población, con poderes bastante extensos reconocidos por la propia Constitución, además de su propio Parlamento y Poder Judicial.
Etiopía está dividida en doce estados regionales y dos ciudades con estatuto especial:
Estados regionales
1. Afar
2. Amhara
3. Benishangul-Gumuz
4. Etiopía Central
5. Etiopía Meridional
6. Gambela
7. Harar
8. Pueblos del Suroeste
9. Oromía
10. Sidama
11. Somalí
12. Tigray

Ciudad con estatuto especial
1. Adís Abeba
2. Dire Dawa

## Geografía

Mapa físico de Etiopía.

Tras la independencia de Eritrea, Etiopía se convirtió en un estado sin litoral, dependiendo en gran medida de Yibuti para sus exportaciones marítimas.
Con 1 104 300 km², Etiopía es el vigésimo séptimo país más extenso del mundo. Para efectos comparativos, la extensión de su territorio es similar a la de Bolivia.
La mayor parte de Etiopía yace en el Cuerno de África, que es el extremo oriental de África. Al oeste limita con Sudán y Sudán del Sur, al norte con Yibuti y Eritrea, al este con Somalia, y al sur con Kenia. El Gran Valle del Rift atraviesa el país de noreste a suroeste, creando una zona de depresión que es cuenca de varios lagos.
En el conjunto destacan la etiópica al oeste, el macizo de Harar al este y la meseta somalí en la vertiente extremo oriental. La red hidrográfica de Etiopía comprende los ríos Nilo Azul (1450 km, de ellos 800 en Etiopía), Omo (760 km), Awash (1200 km), Wabi Shabele (1130 km) y Genale (480 km). El lago más importante es el Tana, cuyo desagüe forma el Nilo Azul.
| Noroeste: Sudán      | Norte: Eritrea | Nordeste: Yibuti   |
| Oeste: Sudán del Sur |                | Este: Somalilandia |
| Suroeste: Kenia      | Sur: Kenia     | Sureste: Somalia   |

### Ecología
La ecología de Etiopía está determinada fundamentalmente por la altitud. En las zonas bajas predominan las sabanas; WWF divide las sabanas de Etiopía entre cinco ecorregiones:
- Sabana de acacias del Sahel en el noroeste
- Sabana sudanesa oriental en el oeste
- Sabana arbustiva de Somalia en el centro (Gran Valle del Rift) y este
- Sabana arbustiva de Kenia en el suroeste
- Mosaico de selva y sabana de la cuenca del lago Victoria, en un enclave del suroeste, en la frontera con Sudán.

Los desiertos están representados por la pradera y matorral xerófilos de Etiopía, en la región fronteriza con Yibuti y el sur de Eritrea; y la pradera y matorral xerófilos masáis, en el extremo suroeste.
En el macizo Etíope los biomas predominantes son la selva umbrófila —selva montana de Etiopía, desde los 1100 hasta los 1800 m sobre el nivel del mar— y la pradera de montaña, representada esta última por dos ecorregiones: la pradera montana y monte alto de Etiopía, entre los 1800 y los 3000 metros de altitud, y el páramo montano de Etiopía por encima de los 3000 metros.
Para combatir la endémica sequía el Gobierno emprendió un ambicioso plan de reforestación, llamado Legado verde: en 2019 se plantaron 353 millones de árboles en 12 horas, como parte de una campaña de plantación de 4000 millones de árboles para combatir la deforestación y el cambio climático.

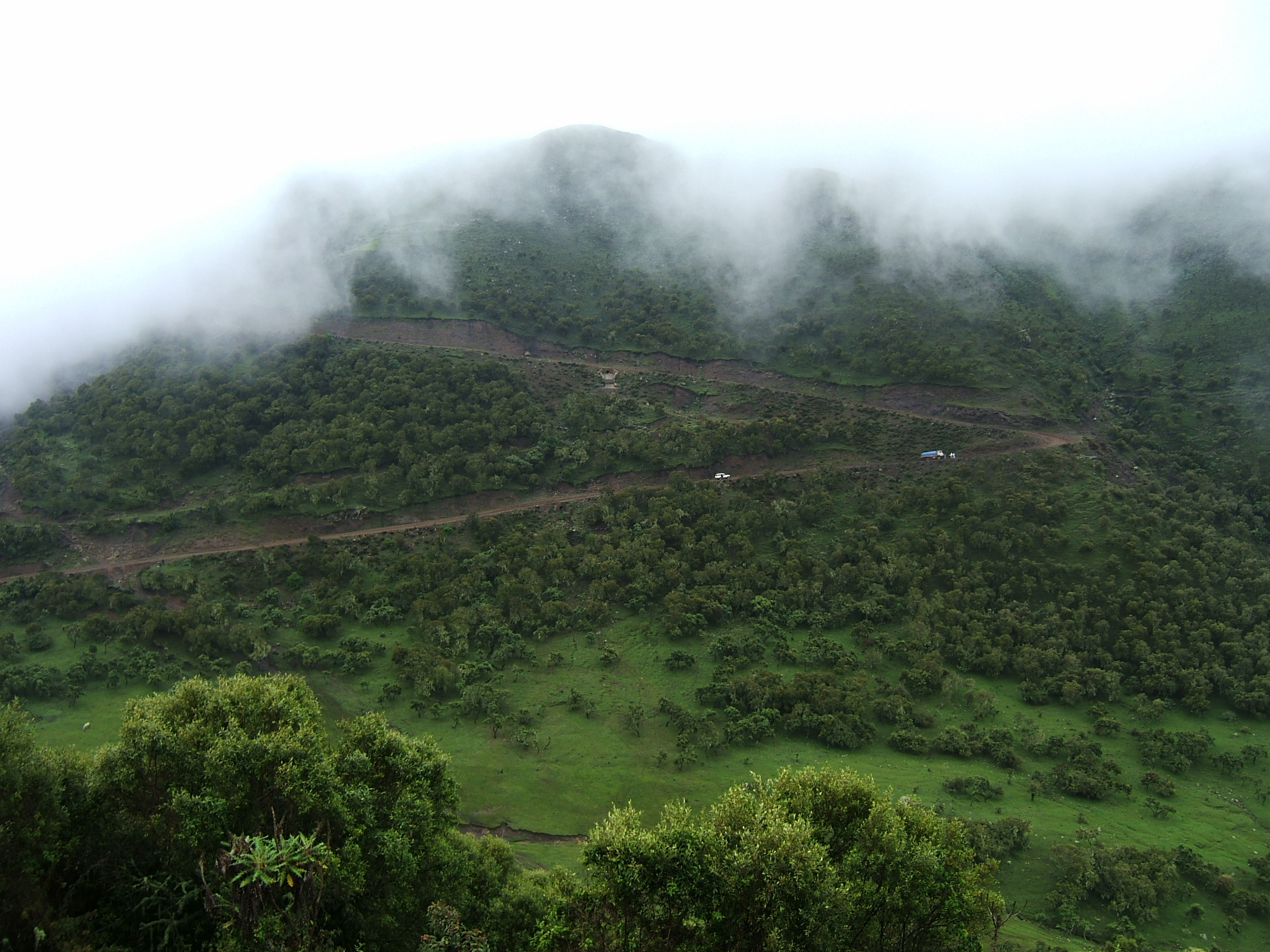
Parque Nacional de Simen.
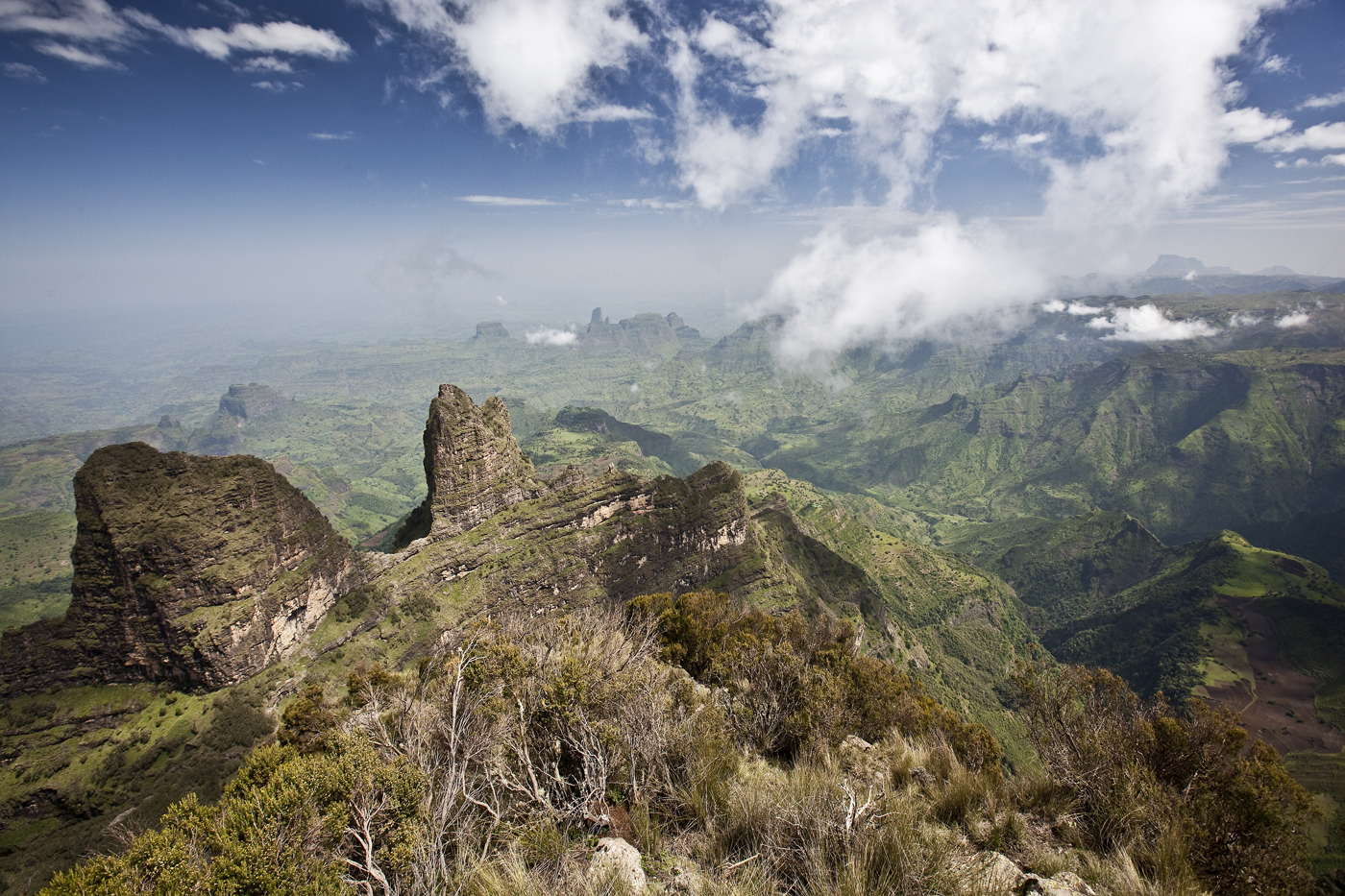
Las montañas Simen.
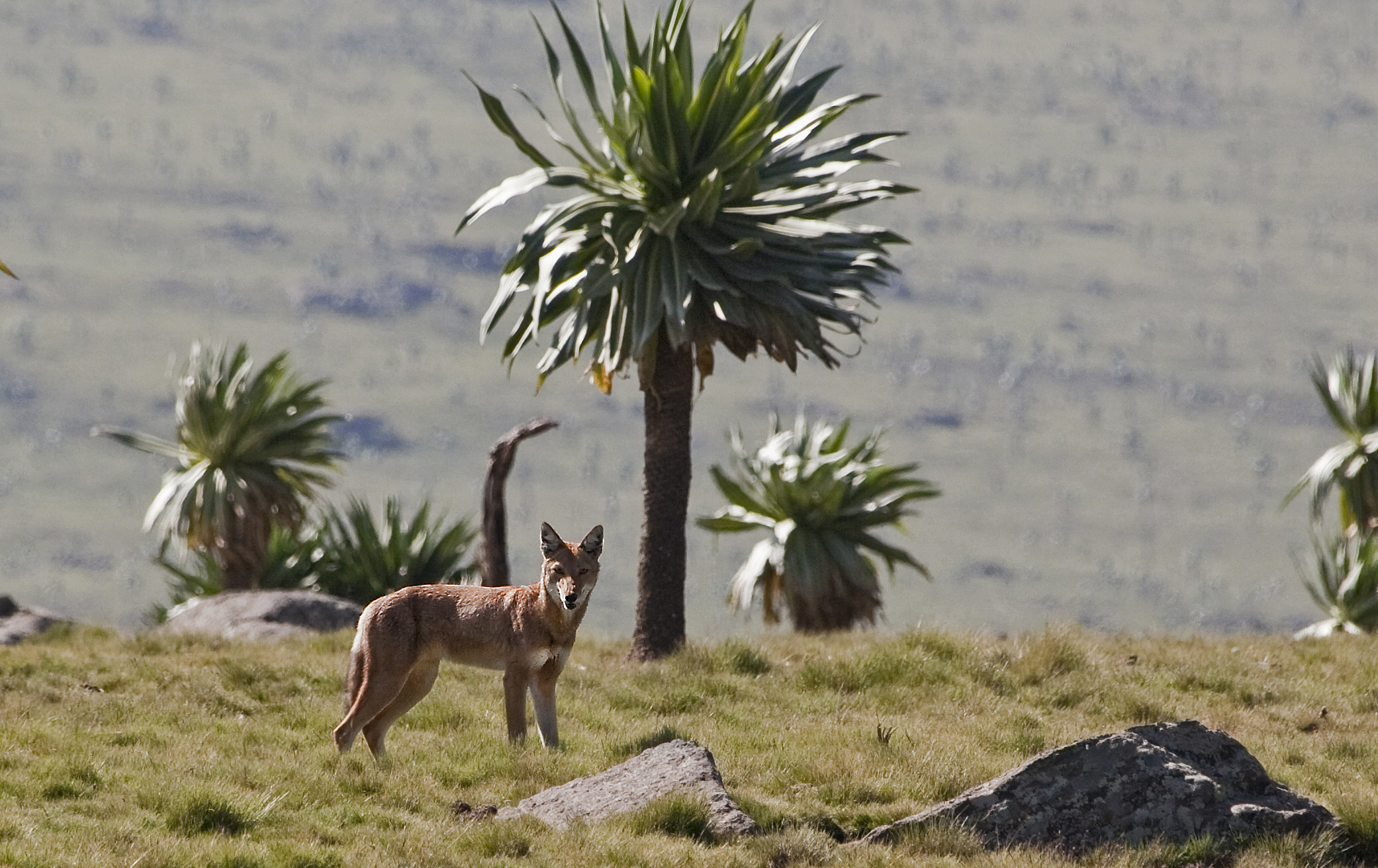
El lobo abisinio.
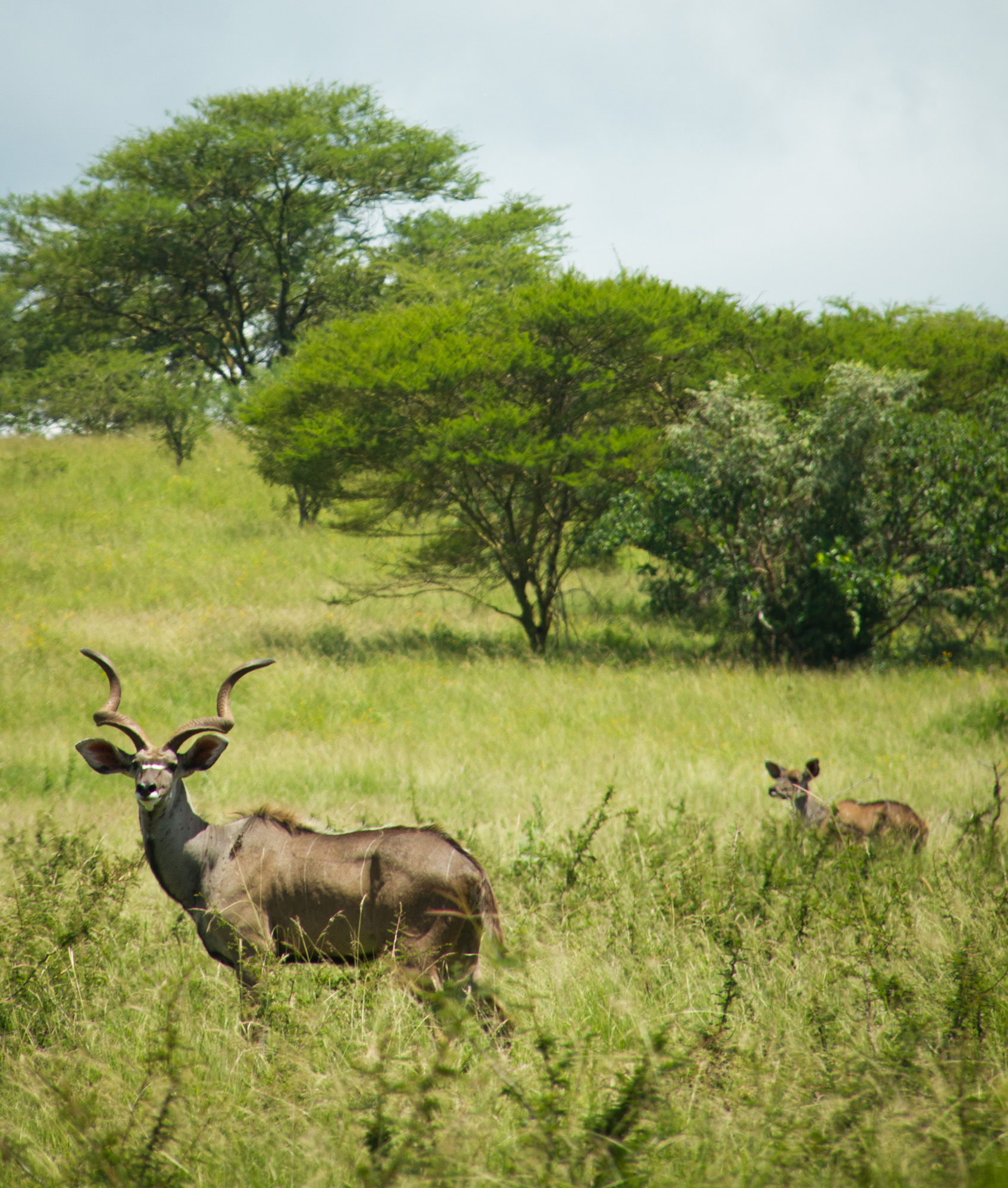
La ñala de montaña en el Parque nacional de Nechisar.

### Clima
El tipo de clima predominante es el monzónico tropical, con amplias variaciones inducidas por la topografía. Las tierras altas etíopes cubren la mayor parte del país y tienen un clima que, por lo general, es considerablemente más fresco que el de otras regiones con una proximidad similar al Ecuador. La mayoría de las principales ciudades del país se encuentran a una altitud de entre 2.000 y 2.500 m sobre el nivel del mar, incluidas capitales históricas como Gondar y Axum.

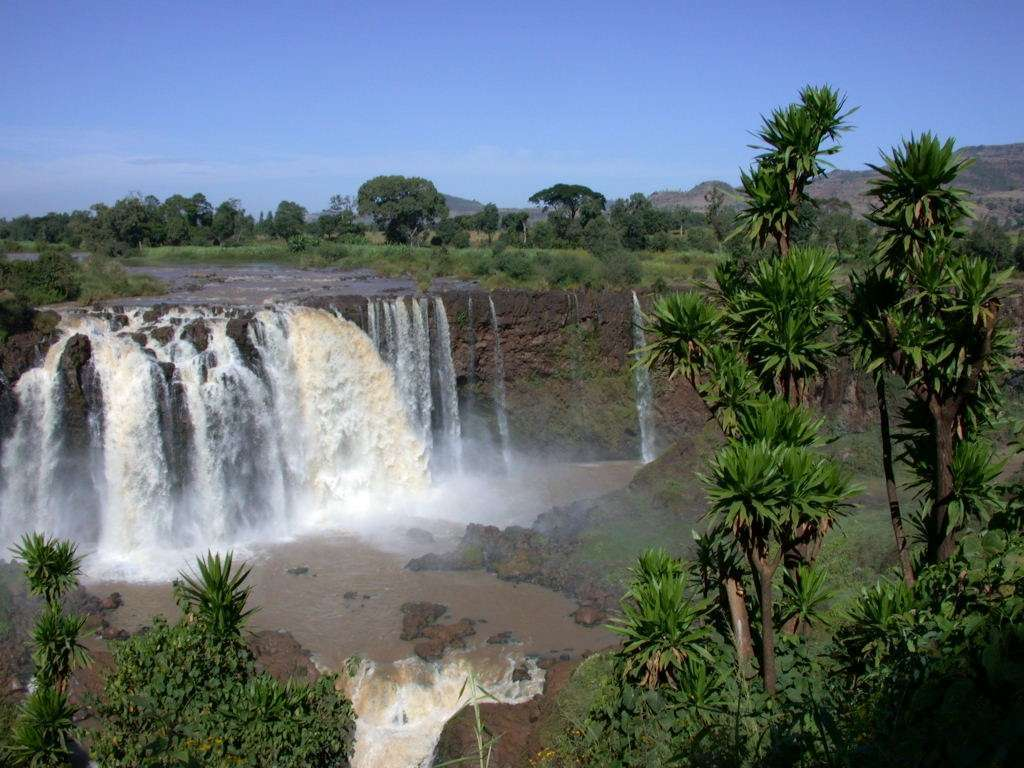
Cataratas del Nilo Azul, Etiopía

La capital moderna, Adis Abeba, está situada a los pies del monte Entoto, a unos 2.400 metros de altitud. Su clima es suave durante todo el año. Con temperaturas bastante uniformes durante todo el año, las estaciones en Addis Abeba se definen en gran medida por las precipitaciones: una estación seca de octubre a febrero, una estación de lluvias ligeras de marzo a mayo y una estación de lluvias intensas de junio a septiembre. La precipitación media anual es de unos 1.200 milímetros.
Hay una media de siete horas de sol al día. La estación seca es la más soleada del año, aunque incluso en julio y agosto, en plena temporada de lluvias, suele haber varias horas de sol al día. La temperatura media anual en Adis Abeba es de 16 °C, con máximas diarias de 20-25 °C de media durante todo el año y mínimas nocturnas de 5-10 °C de media.
La mayoría de las principales ciudades y lugares turísticos de Etiopía se encuentran a una altitud similar a la de Adis Abeba y tienen un clima comparable. En las regiones menos elevadas, sobre todo en los pastizales y matorrales xéricos del este de Etiopía, el clima puede ser mucho más cálido y seco. Dallol, en la Depresión de Danakil, en esta zona oriental, tiene la temperatura media anual más alta del mundo, 34 °C (93,2 °F).

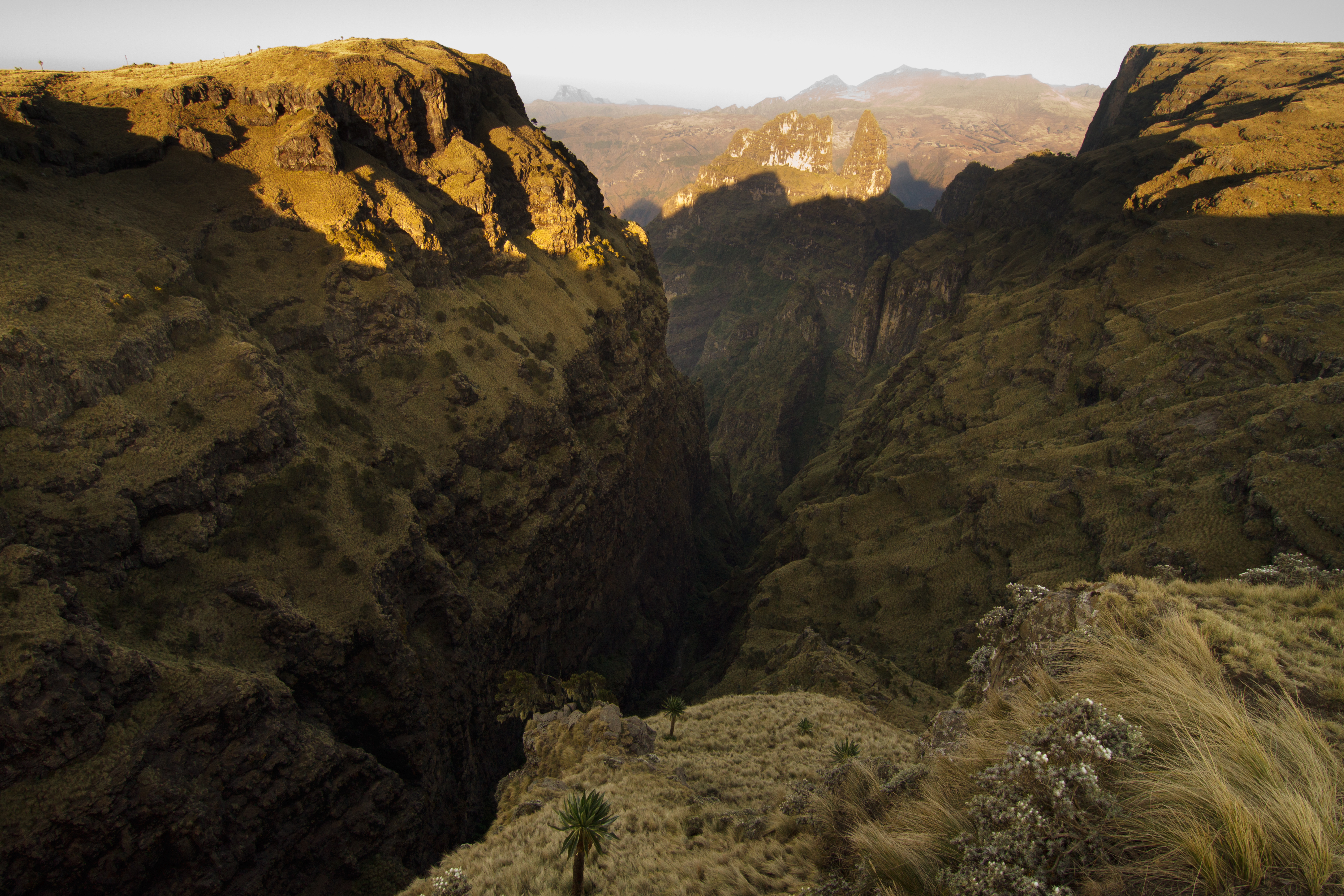
Uno de los cañones de Etiopía

Etiopía es vulnerable a muchos de los efectos del cambio climático. Entre ellos están el aumento de la temperatura y los cambios en las precipitaciones. El cambio climático en estas formas amenaza la seguridad alimentaria y la economía, basada en la agricultura. Muchos etíopes se han visto obligados a abandonar sus hogares y viajar hasta el Golfo, el sur de África y Europa.
Desde abril de 2019, el primer ministro etíope, Abiy Ahmed, ha promovido Beautifying Sheger, un proyecto de desarrollo que pretende reducir los efectos negativos del cambio climático -entre otras cosas- en la capital, Adis Abeba. En mayo siguiente, el gobierno celebró "Dine for Sheger", un evento de recaudación de fondos con el fin de cubrir parte de los 1000 millones de dólares necesarios a través del público. Se recaudaron 25 millones de dólares a través del costoso evento, tanto por el coste de asistencia como por donaciones. Dos empresas ferroviarias chinas, en el marco de la Iniciativa Belt and Road entre China y Etiopía, habían aportado fondos para desarrollar 12 de los 56 kilómetros totales.

### Topografía
El entorno natural de Etiopía desempeña un papel especial dentro de África. Junto a Lesoto, Etiopía es el país más alto del continente: el 50% de su superficie supera los 1.200 metros, más del 25% está por encima de los 1.800 metros y más del 5% llega incluso a altitudes superiores a los 3.500 metros. Sin embargo, la mayoría de las tierras altas tienen el carácter de cordilleras bajas. Aquí predomina un clima templado. Los bordes de las tierras altas y las incisiones de los ríos (Nilo Azul, Omo, Tekeze) son muy escarpados.

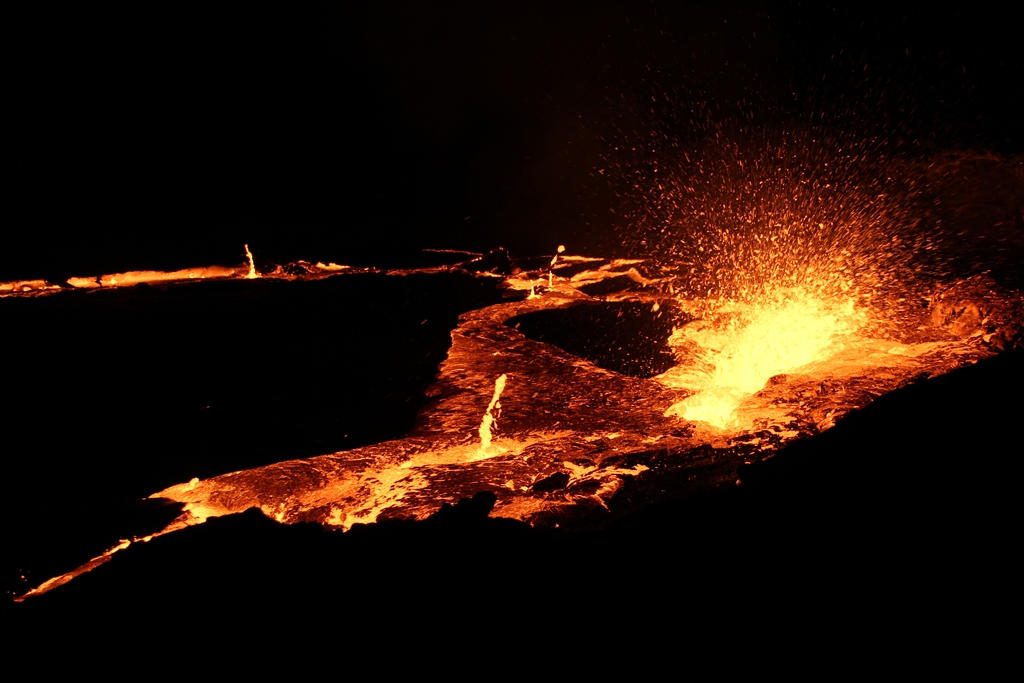
Erupción del volcán Erta Ale

La mayor parte de Etiopía está ocupada por las tierras altas de Abisinia; la capital, Addis Abeba (2370 m), también está situada en estas extensas montañas altas. La montaña más alta de las tierras altas es Ras Daschän (4533 m); otros picos de cuatro mil metros son Talo (4413 m), Guma Terara (4231 m) y Guge (4203 m). El Gran Valle del Rift africano (también llamado valle del Rift abisinio) atraviesa el centro del país de noreste a suroeste. En su lado sureste se encuentra el altiplano somalí con el Deemtu (4377 m). El punto más bajo de la tierra está a 116 m bajo el nivel del mar en la Depresión de Koba (o Depresión de Afar), en el lago Karum, al oeste de la frontera con Eritrea.
Los recursos minerales de Etiopía son principalmente oro, tantalio y piedras preciosas. Además, el país posee yacimientos probados de metales del platino, niobio, níquel, cobre, cromo, manganeso, piedra caliza, arenisca, yeso, arcilla, lignito, ópalo, esquisto bituminoso, laterita, mineral de hierro, bentonita, perlita, diatomita, potasa y sal gema. Se sospecha la existencia de yacimientos de petróleo y gas natural en Gambela y Somalí, entre otros lugares.

### Geología

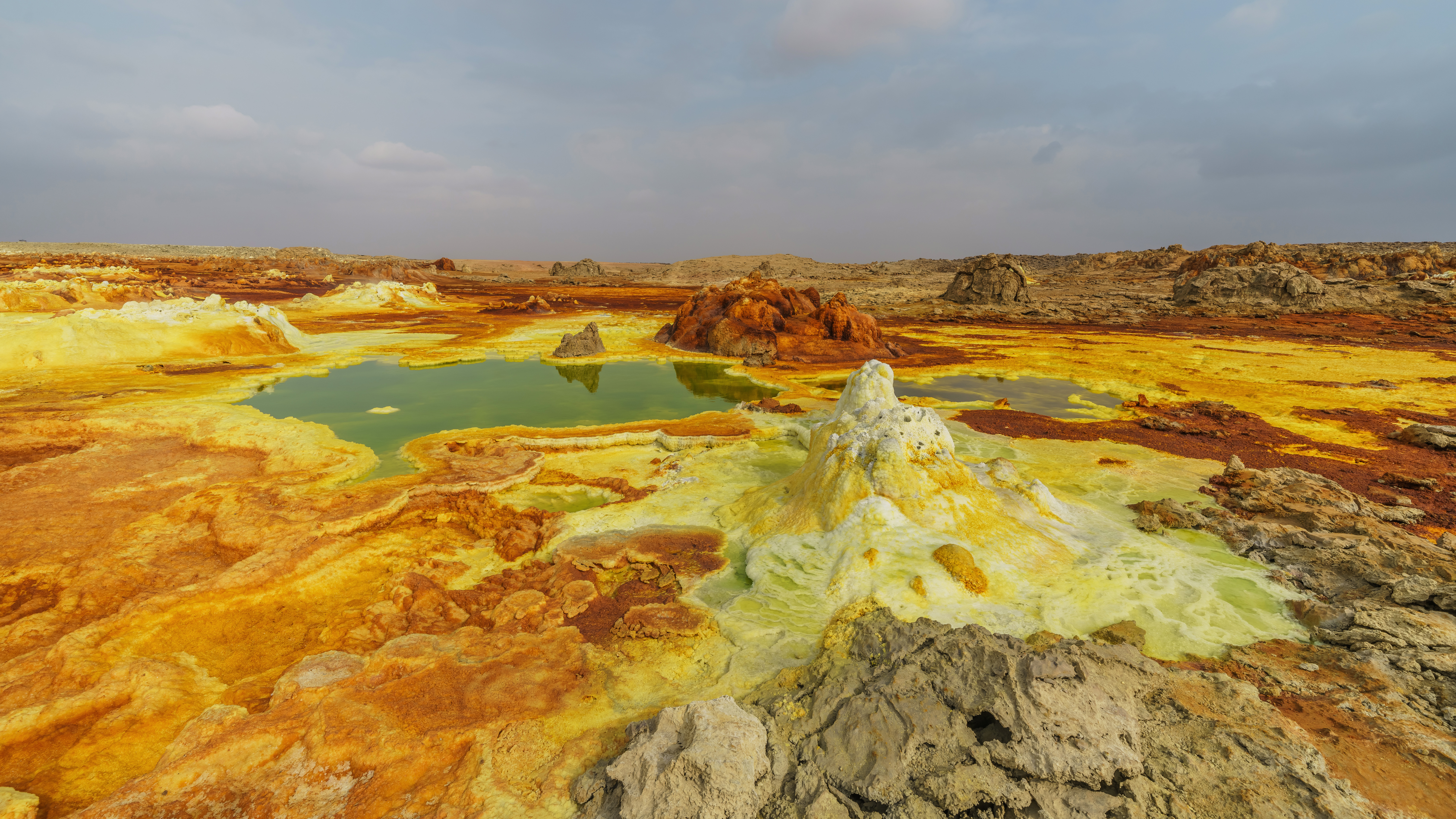
Zona salina en el desierto de la depresión del Danakil.

En la era Precámbrica, tras la fractura del supercontinente Rodinia (hace unos 750 millones de años), tres bloques principales (Gondwana Oriental, Gondwana Central y Gondwana Occidental) colisionaron hace 600 millones de años; en esta época se formaron cordilleras colosales que constituyeron la Orogenia Panafricana. El basamento precámbrico proterozoico (visible en Mekele) también se formó durante el mismo periodo. Durante 375 millones de años, un proceso de erosión desvaneció estas montañas hasta convertirlas en llanuras bajas en la periferia de Etiopía. En la Era mesozoica (hace 250-70 millones de años), se produjo un levantamiento del norte de Etiopía en paralelo a un hundimiento del sur.
Fue durante el Oligoceno (hace 35 millones de años) cuando se produjo un importante acontecimiento geológico que configuró la geología actual de Etiopía: se produjo un súbito levantamiento de la placa arábigo-etíope como consecuencia del ascenso de una masa de magma fundido desde puntos calientes situados entre 2.900 y 700 km por debajo de la superficie. La masa del material y el elevado aumento de temperatura a que da lugar (de 100 a 300 °C) debilitan y luego hacen colapsar la corteza terrestre. Aparecen entonces tres fracturas, dos de las cuales desembocan en el Mar Rojo y el Golfo de Adén, la tercera en el Valle del Rift.

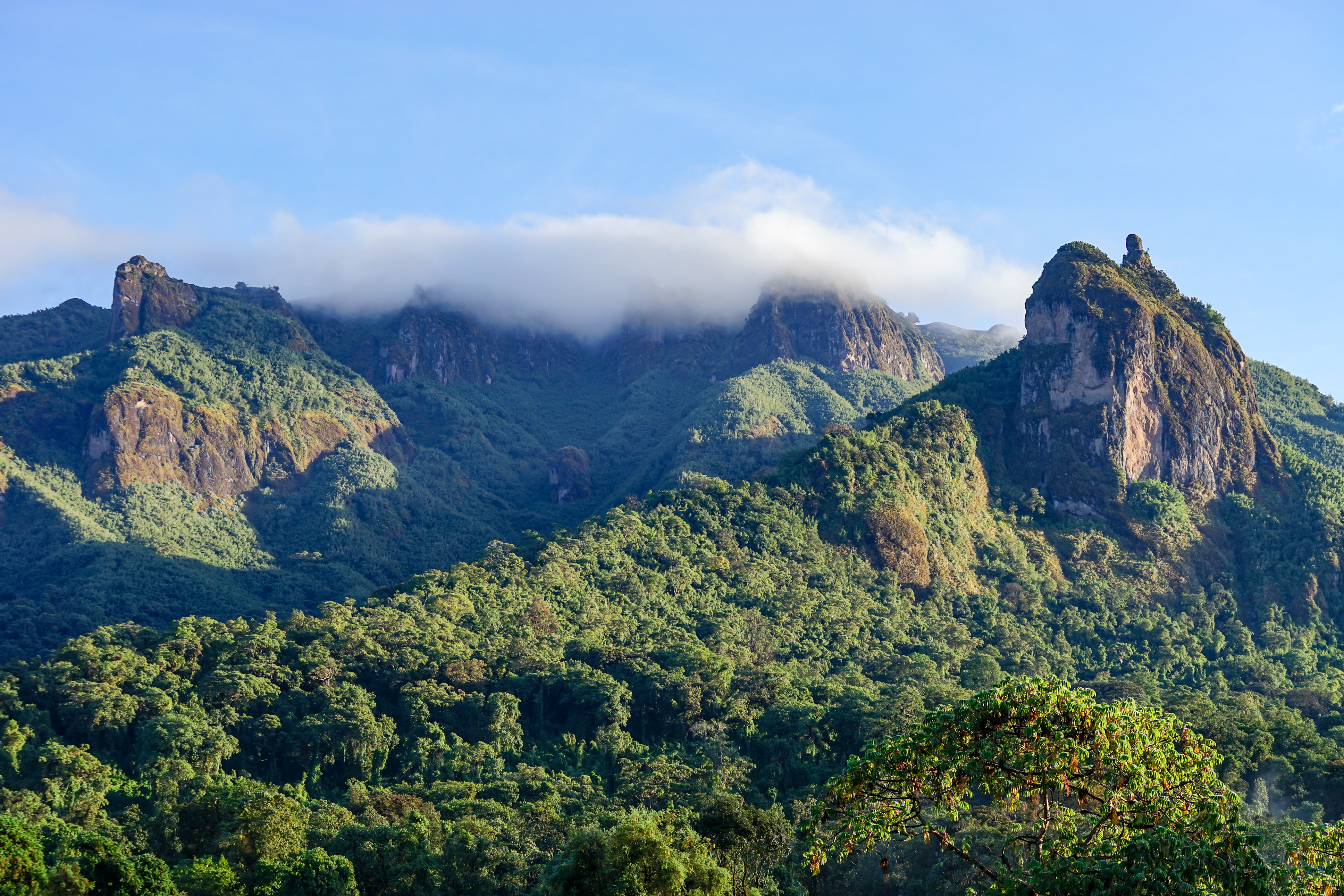
Parque nacional de las Montañas Bale

Como consecuencia del hundimiento de la corteza terrestre -algunas zonas se hundieron hasta 120 m por debajo del nivel del mar-, el Mar Rojo invadió la depresión formada en el noreste de Etiopía. La persistencia de las erupciones volcánicas forma posteriormente diques basálticos que conducen a la formación de un mar interior.
El mar se evapora poco a poco, dejando tras de sí lechos de sal de un kilómetro de espesor y algunos lagos salados. Volcanes aún activos, en la región de África donde son más numerosos, manantiales burbujeantes y géiseres siguen siendo testigos de estos tiempos.

### Vegetación
Etiopía posee una vegetación extremadamente diversa debido a la gran variedad de climas y accidentes geográficos del país. En este sentido, la región etíope es una de las ocho ecozonas identificadas en todo el mundo por el biólogo Nikolai Vavilov, es decir, regiones del globo donde existe una diversidad genética muy elevada de especies concretas que pueden identificarse como el centro de origen de esa especie. La diversidad es tal que hoy en día se siguen descubriendo nuevas especies. En las zonas de gran altitud (por encima de los 3.800 m), sólo queda vegetación de tipo alpino (líquenes, brezos). Varias plantas son características de estas regiones, en particular la lobelia gigante.

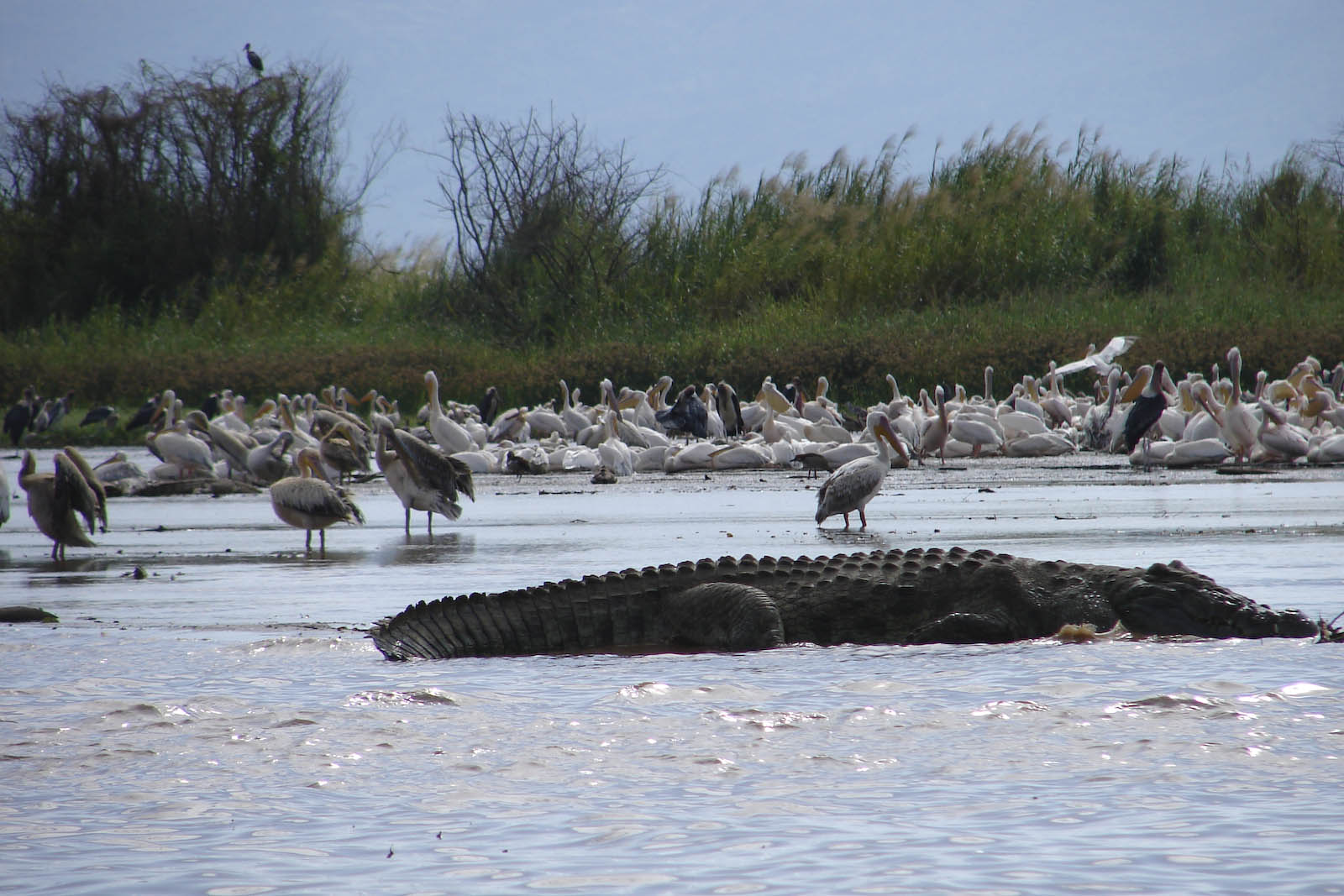
Cocodrilo y pelicanos en el Lago Chamo, Etiopía

En las regiones montañosas (2400 m - 3800 m), el clima es más templado y el suelo más rico. Es en estas regiones, que constituyen el corazón histórico de Etiopía, donde aún hoy se encuentra la mayor parte de la explotación agrícola (tef, sorgo, maíz), así como los bosques etíopes, sometidos en gran parte a una deforestación progresiva.
A lo largo de la frontera sudanesa, en el oeste, el clima tropical y las abundantes precipitaciones dan lugar a una vegetación exuberante, sobre todo a lo largo de los ríos. En las elevaciones más bajas del suroeste, el clima más seco contribuye al desarrollo de un entorno similar a la sabana (hierbas altas, arbustos), así como de plantas resistentes a condiciones climáticas extremas (suculentas). Por último, en las regiones desérticas periféricas, el clima árido y las precipitaciones casi inexistentes contribuyen al desarrollo de una vegetación xerófila o poco longeva, con una vegetación más débil (acacias, palmeras) en torno a los escasos cursos de agua.

### Fauna
Etiopía cuenta con un gran número de especies endémicas tanto de mamíferos como de aves que componen la fauna etíope. La biodiversidad de las especies se debe en particular al establecimiento de la actividad humana en zonas bastante delimitadas.

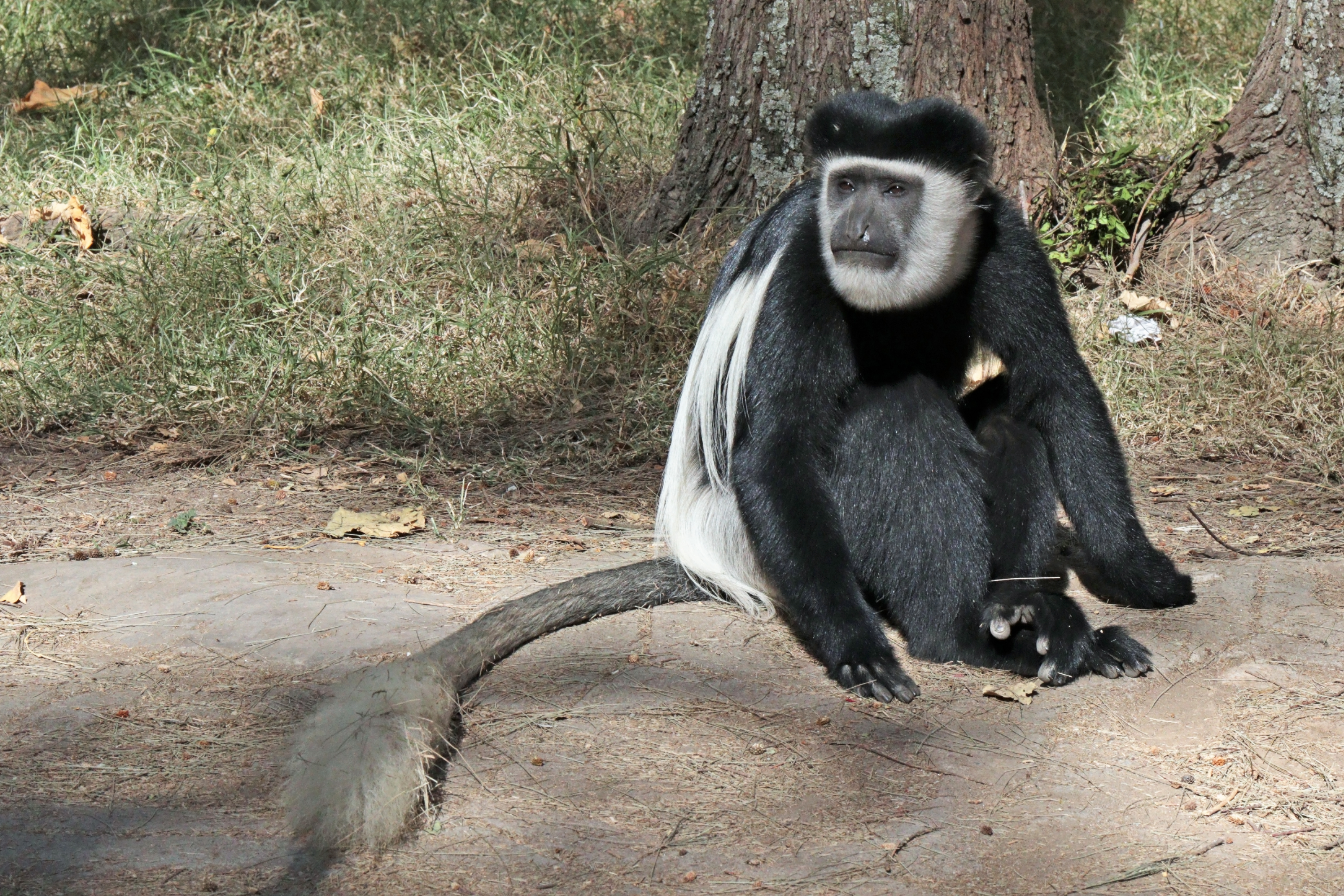
Un primate guereza abisinio (Colobus guereza) en Hawassa, Etiopía

A este respecto, es posible distinguir los macizos montañosos de las tierras bajas periféricas. En las tierras altas, la presencia humana ha modificado históricamente el medio ambiente mediante prácticas agrícolas sedentarias; En las tierras altas, la presencia humana ha modificado históricamente el medio ambiente a través de prácticas agrícolas sedentarias; algunas zonas de terreno escarpado han sido protegidas de forma natural, como el macizo de Simien, que ahora es un parque natural donde prosperan muchas especies endémicas (especialmente el íbice walia (Capra walie), el lobo de Abisinia (Canis simensis), el nyala de montaña (Tragelaphus buxtoni), el cuervo (Corvus crassirostris), el babuino gelada).
Las prácticas nómadas en las tierras bajas, centradas en la ganadería, han tenido un impacto mucho menor en su entorno. En la actualidad hay nueve parques nacionales, tres santuarios y ocho reservas de vida salvaje en todo el país.

## Economía

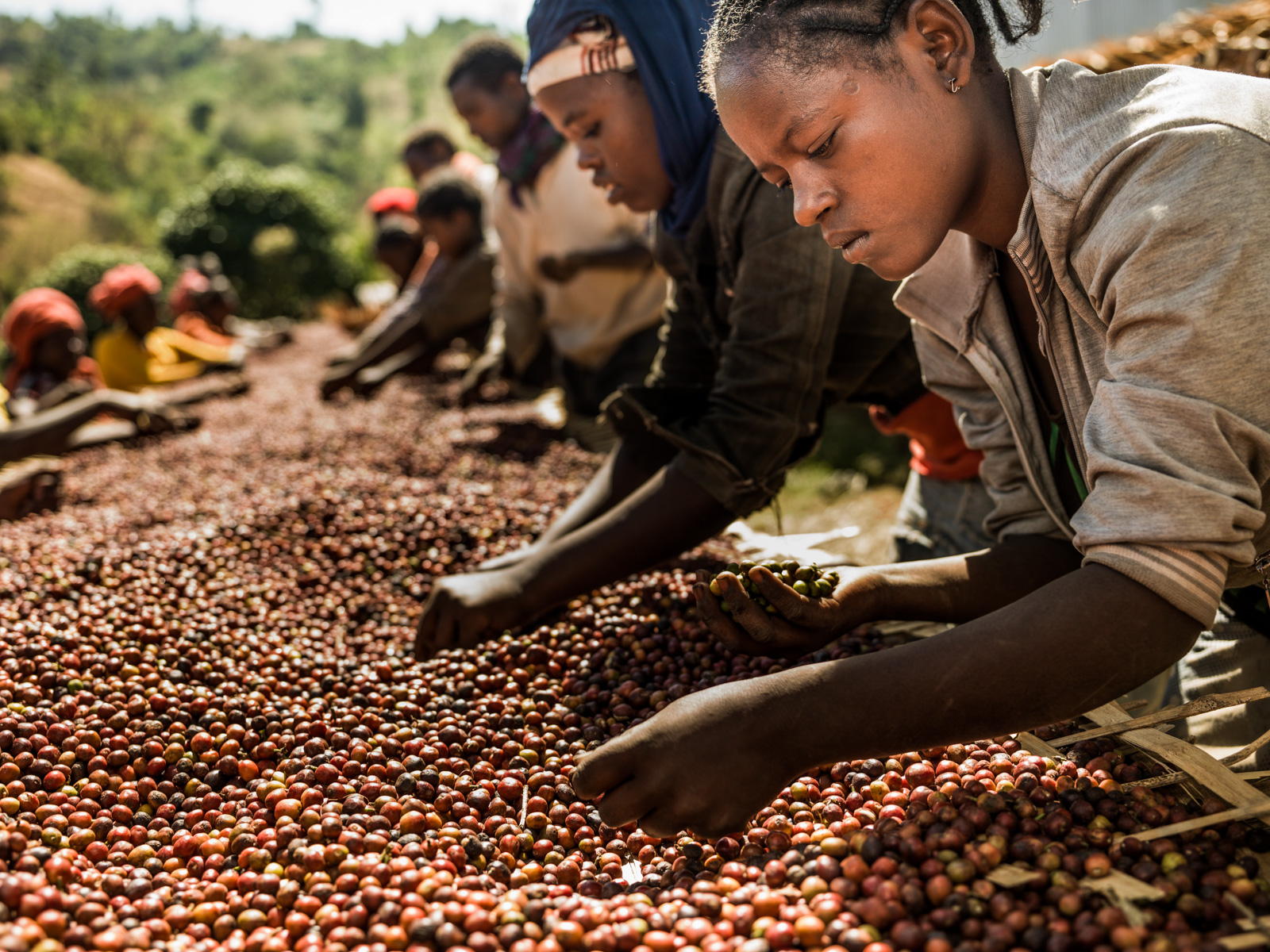
El café es el principal cultivo en Etiopía

La economía de Etiopía está basada en la agricultura, que absorbe el 45 % del producto interno bruto, el 80 % de las exportaciones y el 20 % de la mano de obra. El producto principal es el café destinado en su casi integridad a la exportación, del que viven directa o indirectamente el 25 % de la población. Este alto volumen, unido a la variabilidad de los precios internacionales del café, hacen que la balanza exportadora sea muy vulnerable.

Los procesos de sequía, agravados en la década de 1980, convirtieron grandes extensiones de terreno de cultivo en áridas o semiáridas, en parte por las condiciones climáticas, en parte por la tala de árboles para leña. Los desplazamientos de población y de refugiados con ocasión de las múltiples guerras con la separatista Eritrea, facilitaron el asentamiento de gran número de población en zonas con apenas recursos agrícolas y ganaderos, lo que provocó hambrunas y persistentes degradaciones del suelo que no se ha recuperado. En la actualidad, y tras la firma de la paz definitiva con Eritrea, el número de personas dependientes de la ayuda interior o exterior para la supervivencia se ha reducido de 4,5 millones de personas en 1999, a 2,7 millones de personas en 2003.

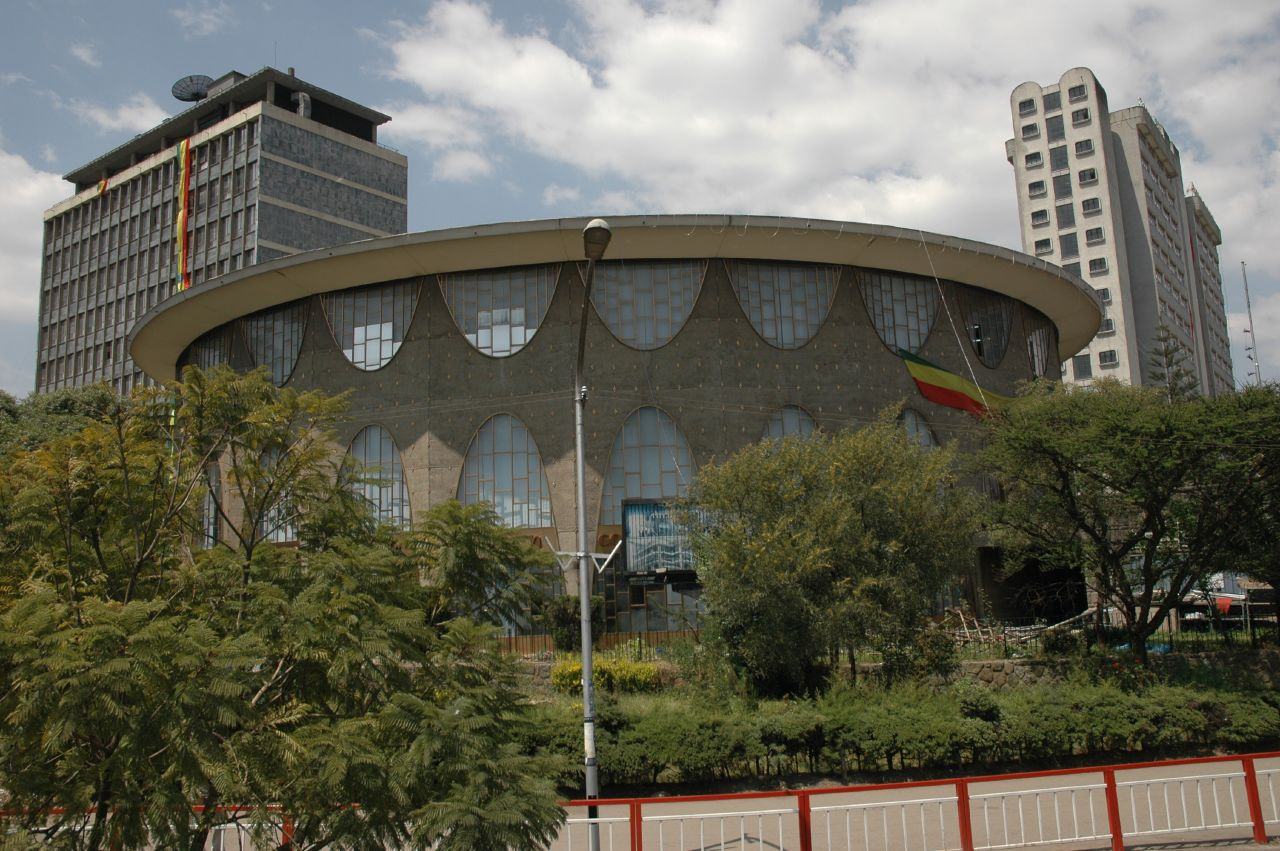
El Banco Comercial Etíope en Adís Abeba

En cuanto a la minería, Etiopía tiene reservas de oro y tantalio, así como mármol, potasa, mineral de hierro y gas natural. Las explotaciones de este último han sufrido diversas convulsiones y altibajos con ocasión de los múltiples conflictos bélicos hasta 2002.
El alto nivel de dependencia del sector energético (petróleo) y los elevados gastos militares, mantienen todavía debilitada la economía, que presenta grandes cambios según la zona del país de la que se trate. La tensa relación con Eritrea impide el uso de los puertos eritreos de Assab y Massawa, dejando el de Yibuti para la salida al mar de los productos etíopes.
En la actualidad se desarrolla un plan económico basado en el incremento del uso de la energía hidroeléctrica, la explotación del gas natural, la recuperación de zonas agrícolas y la diversificación de las actividades económicas, dentro de una economía todavía muy centralizada y dependiente del sector público y de la ayuda extranjera.
En el periodo 2003-2005 la economía etíope ha crecido más de un 10 %, si bien el crecimiento ha sido muy desigual según las regiones. El perímetro de la capital ha crecido un 13 % consecutivo en los dos años, los estados del sur y oeste han crecido de media un 8 %, si bien los estados del este han crecido con menos intensidad y las regiones del norte han sufrido una debacle de la actividad económica, debido a las tensiones geopolíticas con Sudán y Eritrea. Destaca la mejora de la balanza exportadora, animada principalmente por el incremento de las exportaciones hacia Egipto.
La ayuda extranjera representa más del 90 % del presupuesto del Gobierno. Tan solo el 2 % de la población del país tiene acceso a teléfonos móviles.
En octubre de 2016 se inauguró el nuevo ferrocarril Adís Abeba-Yibuti. Es un ferrocarril eléctrico de ancho de vía internacional que une Adís Abeba, la capital del país, con el puerto de Yibuti en el golfo de Adén, proporcionando acceso ferroviario al mar a Etiopía. Más del 95 % del comercio de Etiopía pasa por Yibuti, representando el 70 % de la actividad en el puerto de Yibuti. El nuevo ferrocarril de ancho estándar sustituye al antiguo ferrocarril de Adís Abeba a Yibuti, de vía métrica, que fue abandonado en 2006 y que fue construido por los franceses entre 1894 y 1917.

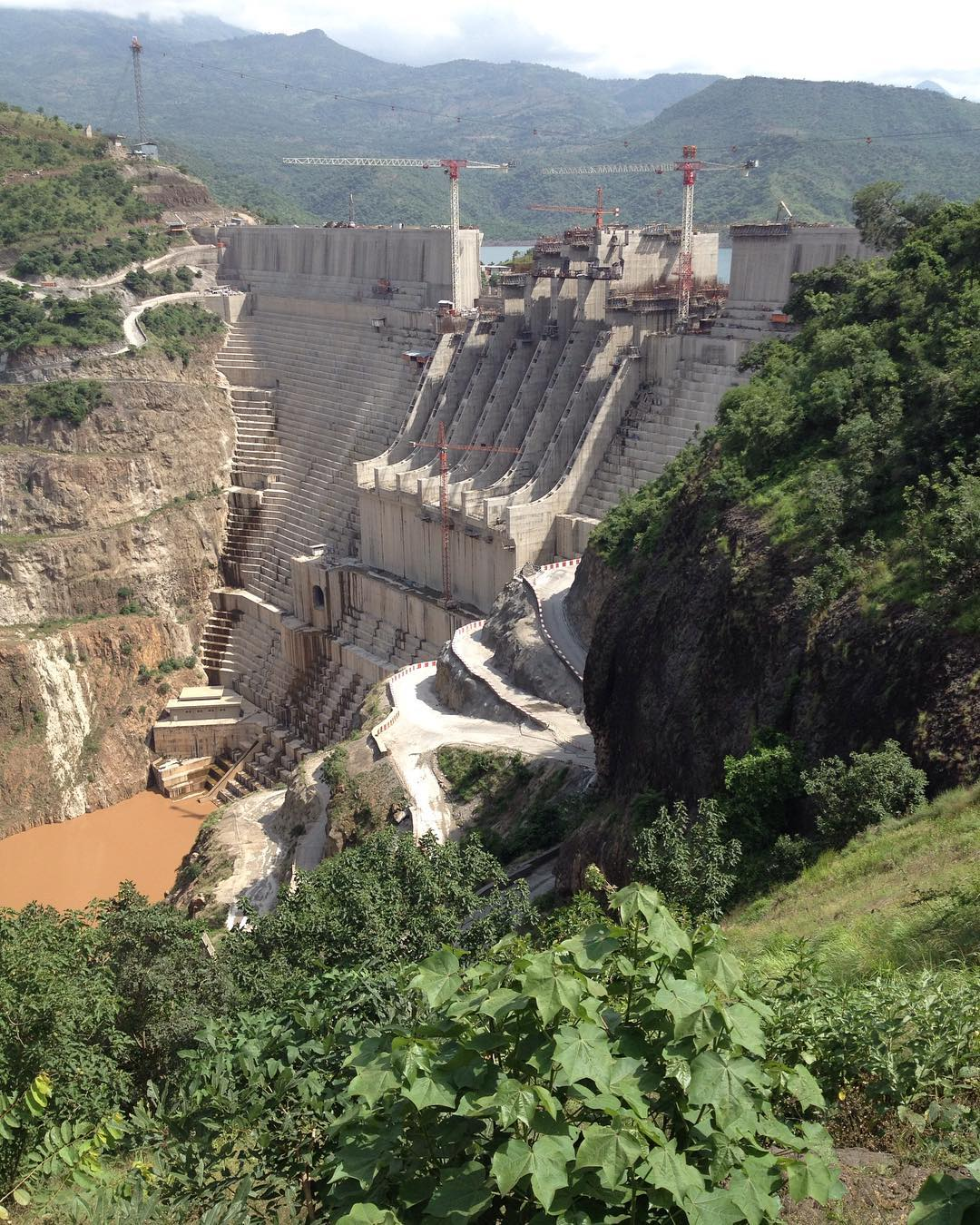
Construcción de la represa de Gilgel Gibe III en 2016

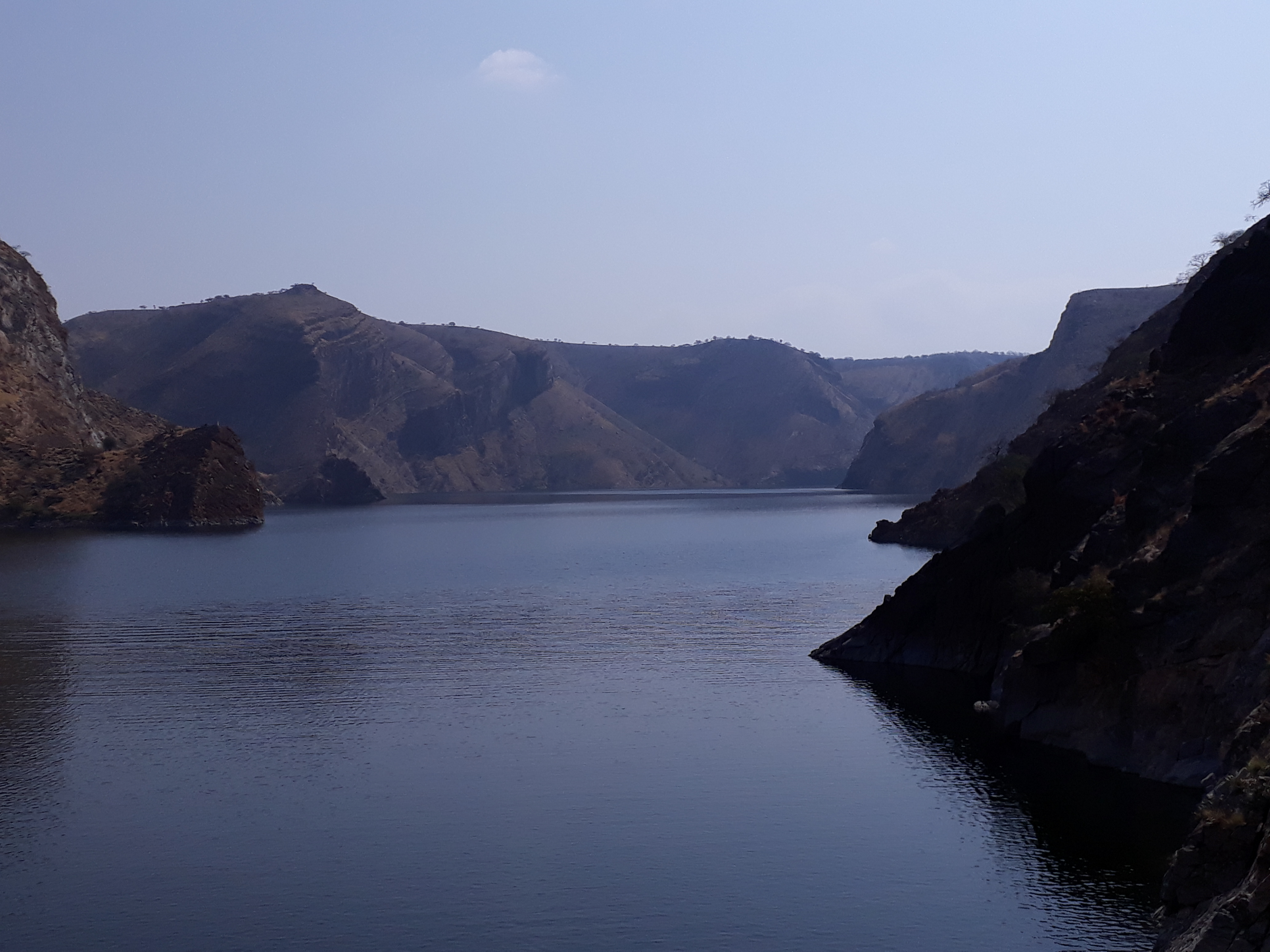
Vista del embalse de Tekeze desde la represa homónima

### Energía
Etiopía tiene 14 grandes ríos que fluyen desde sus tierras altas, incluido el Nilo. Posee las mayores reservas de agua de África. En 2012, las centrales hidroeléctricas representaban alrededor del 88,2% de la capacidad total instalada de generación de electricidad.
El resto de la energía eléctrica se generaba a partir de combustibles fósiles (8,3%) y fuentes renovables (3,6%).
La tasa de electrificación de la población total en 2016 fue del 42%, con una cobertura del 85% en las zonas urbanas y del 26% en las rurales. En 2016, la producción total de electricidad fue de 11,15 TW⋅h y el consumo de 9,062 TW⋅h. Se exportaron 0,166 TW⋅h de electricidad, se importaron 0 kW⋅h y se instalaron 2,784 GW de capacidad de generación.
Etiopía aporta aproximadamente el 81% del volumen de agua al Nilo a través de las cuencas fluviales del Nilo Azul, el río Sobat y el Atbara. En 1959, Egipto y Sudán firmaron un tratado bilateral, el Acuerdo de las Aguas del Nilo de 1959, que otorgaba a ambos países derechos marítimos exclusivos sobre las aguas del Nilo. Desde entonces, Egipto ha desalentado casi todos los proyectos en Etiopía que pretendían utilizar los afluentes locales del Nilo. Esto ha desincentivado la financiación externa de proyectos hidroeléctricos y de regadío en el oeste de Etiopía, obstaculizando así los proyectos de desarrollo económico basados en los recursos hídricos. Sin embargo, Etiopía está construyendo una gran presa hidroeléctrica de 6.450 MW en el río Nilo Azul. Cuando esté terminada, la Gran Presa del Renacimiento Etíope será la mayor central hidroeléctrica de África.
El proyecto hidroeléctrico Gibe III es hasta ahora el mayor del país, con una capacidad instalada de 1.870 MW. Para el año 2017-18 (2010 E.C) esta presa hidroeléctrica generó 4.900 GW⋅h.

### Turismo
El turismo en Etiopía representó el 5,5% del producto interior bruto (PIB) del país en 2006, habiendo aumentado apenas un 2% respecto al año anterior. El Gobierno está demostrando su compromiso y voluntad de desarrollar el turismo a través de una serie de iniciativas. El turismo es un componente destacado del Documento de Estrategia de Lucha contra la Pobreza (DELP) de Etiopía, cuyo objetivo es combatir la pobreza y fomentar el desarrollo económico.
Entre los destinos turísticos de Etiopía figuran la colección de parques nacionales (incluido el Parque Nacional de las Montañas Semien), y lugares históricos, como las ciudades de Axum, Lalibela y Gondar, la ciudad amurallada de Harar Jugol, la mezquita de Negash, en Negash y las cuevas de Sof Omar.

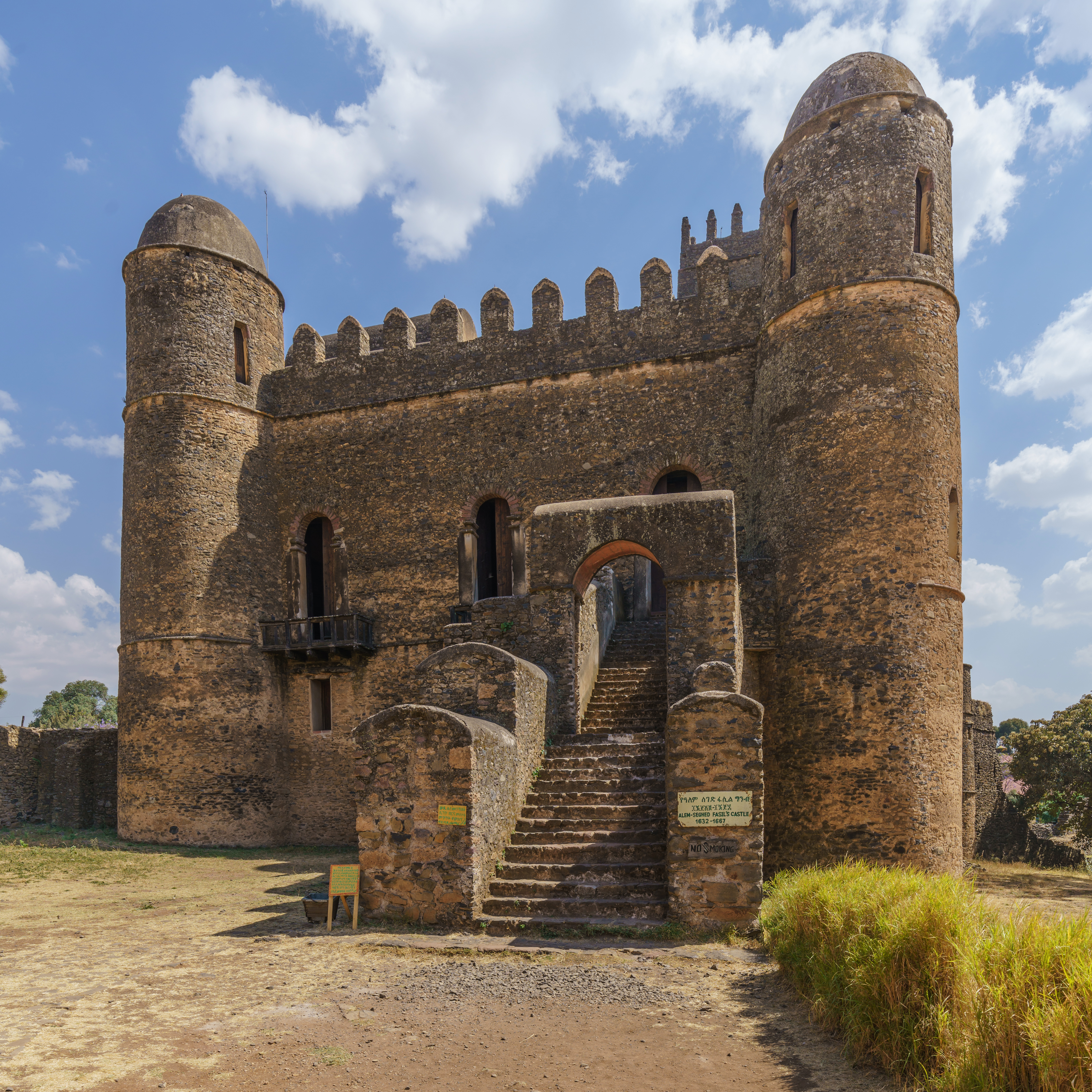
La Fortaleza de Fasil Ghebbi, Fue construida en el siglo XVII por el emperador Fasilides para servir como residencia de los emperadores etíopes

Desarrollado en los años sesenta, el turismo decayó mucho a finales de los setenta y en los ochenta, bajo el Derg. La recuperación comenzó en la década de 1990, pero el crecimiento se ha visto limitado por la falta de hoteles adecuados y otras infraestructuras, a pesar del auge de la construcción de pequeños y medianos hoteles y restaurantes, y por los efectos de la sequía y la inestabilidad política.
Un aspecto alentador es la creciente popularidad del ecoturismo, con un importante potencial de crecimiento en Etiopía. Se espera que las ventas minoristas de viajes sigan creciendo, registrando un aumento del 7% en 2006 y con una previsión de aumento del 5% en 2007. Las ventas se ven impulsadas sobre todo por el creciente interés por los paquetes de ecoturismo, incluidos los viajes de aventura, el senderismo y los safaris a pie, que suponen gran parte de los ingresos de los operadores turísticos.
Etiopía cuenta con los siguientes nueve lugares declarados Patrimonio de la Humanidad por la Unesco:
- Ruinas de Axum[105]
- Iglesias rupestres de Lalibela
- Hotel del Castillo AbrehaFasil Ghebbi, región de Gondar

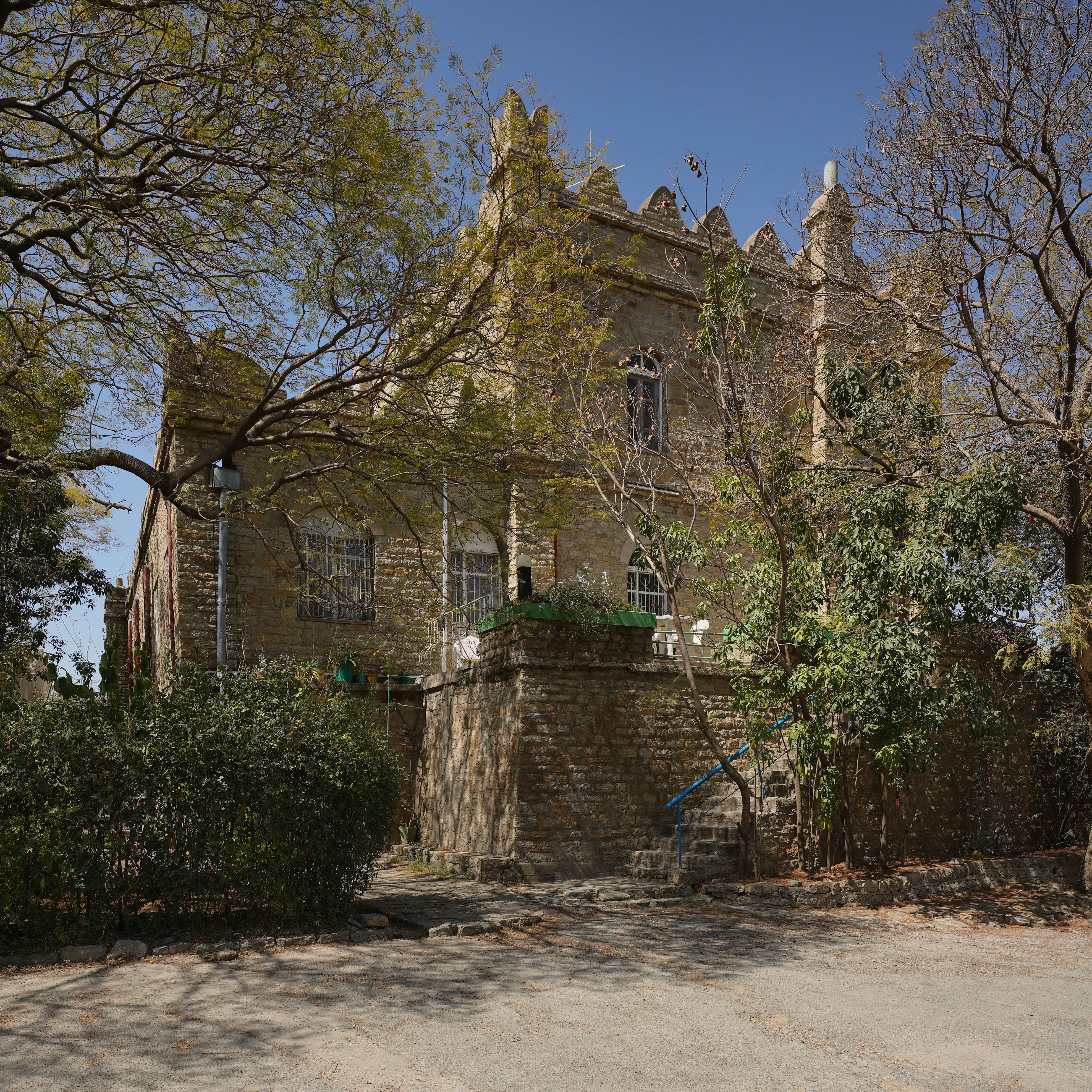
Hotel del Castillo Abreha

- Harar Jugol, ciudad histórica fortificada
- Paisaje cultural de Konso
- Bajo Valle del Awash
- Valle Inferior del Omo
- Tiya
- Parque Nacional de las Montañas Simien

## Demografía

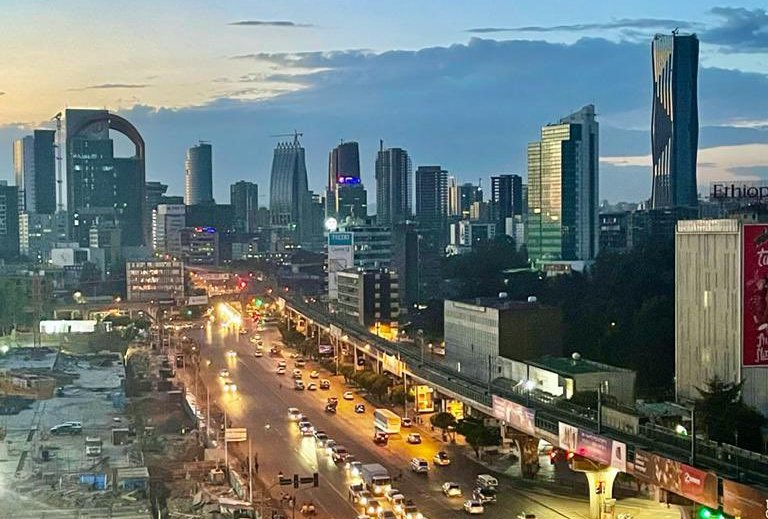
Vista de Adís Abeba la principal ciudad de Etiopía

En el año 2015, Etiopía tenía una población estimada de 90 320 987 habitantes. La esperanza de vida es de 65,01 años. El promedio de hijos por mujer es de 4,3. Se calcula que 980 000 personas (el 1,25 % de la población) están infectadas con el virus de la inmunodeficiencia humana. La población urbana representa un 17 % del total.
| Evolución de la población (1500-2012) | Evolución de la población (1500-2012) | Evolución de la población (1500-2012)     |
| Año                                   | Población                             | Observaciones                             |
| ------------------------------------- | ------------------------------------- | ----------------------------------------- |
| 1500                                  | unos 2 000                            | estimada                                  |
| 1800                                  | entre 3 000 000 y 4 000               | estimada                                  |
| 1890                                  | entre 7 000 000 y 11 000              | estimada                                  |
| 1910                                  | 12 000                                | estimada                                  |
| 1920                                  | 14 500 000                            | estimada                                  |
| 1930                                  | 16 000                                | estimada                                  |
| 1935                                  | 16 900 000                            | estimada                                  |
| 1936                                  | 15 300 000                            | estimada (invasión italiana)              |
| 1945                                  | 18 600 000                            | estimada                                  |
| 1950                                  | 16 300 000                            | estimada                                  |
| 1960                                  | 24 200 000                            | estimada                                  |
| 1970                                  | 24 600 000                            | estimada (hambruna producto de la sequía) |
| 1980                                  | 38 800 000                            | estimada                                  |
| 1984                                  | 39 868 501                            | Censo (hambruna producto de la sequía)    |
| 1994                                  | 53 477 265                            | Censo                                     |
| 2000                                  | 62 564 875                            | Censo                                     |
| 2007                                  | 73 918 505                            | Censo                                     |
| 2015                                  | 90 320 987                            | estimada (basada en el censo de 2007)     |
| 2016                                  | 91 196 000                            | Censo                                     |

### Grupos étnicos etíopes

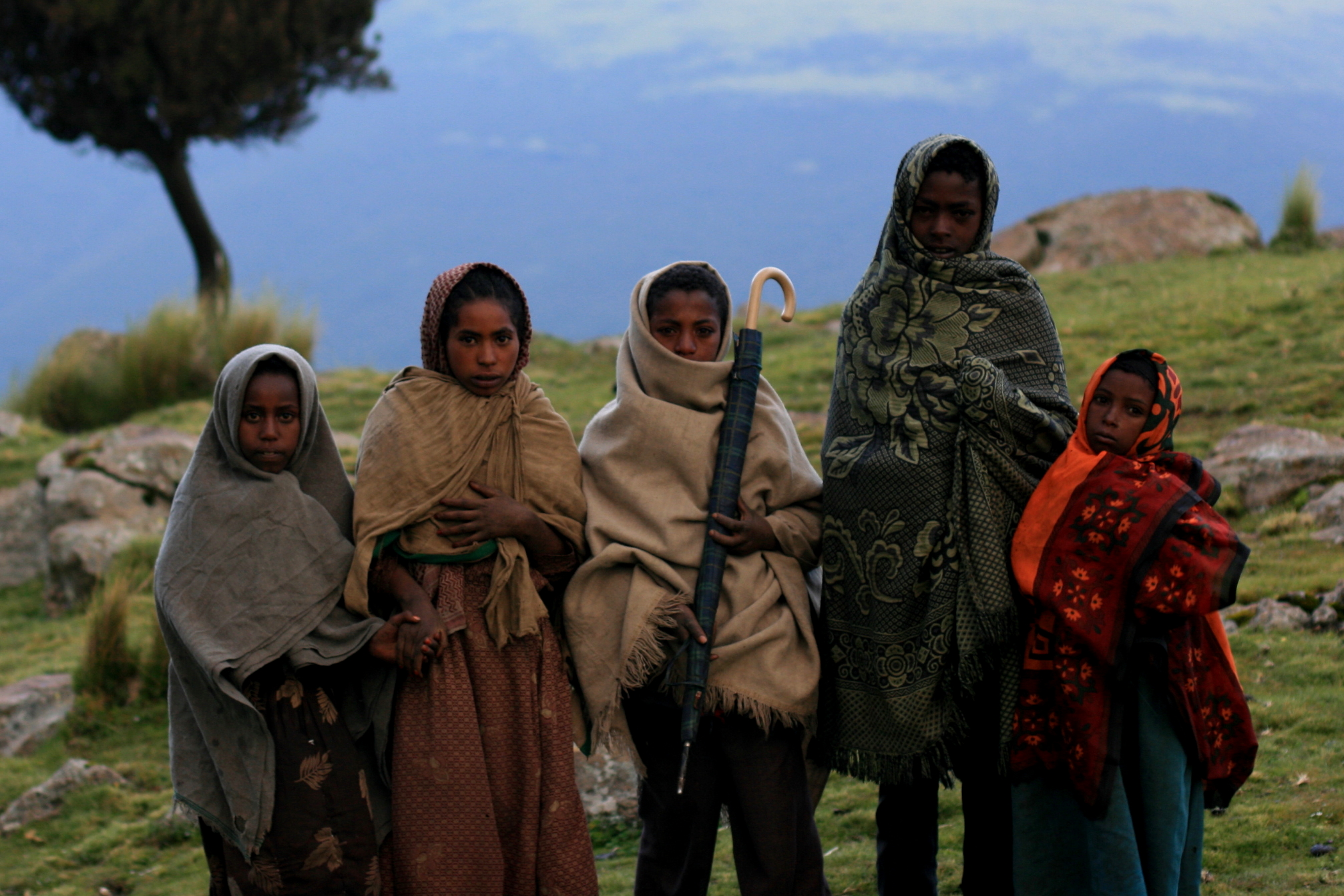
Amhara

Los principales grupos étnicos de Etiopía son: oromo, amhara, tigray, sidama, hadiya, somalíes, afar, gurage, gamo, welaita y argoba.

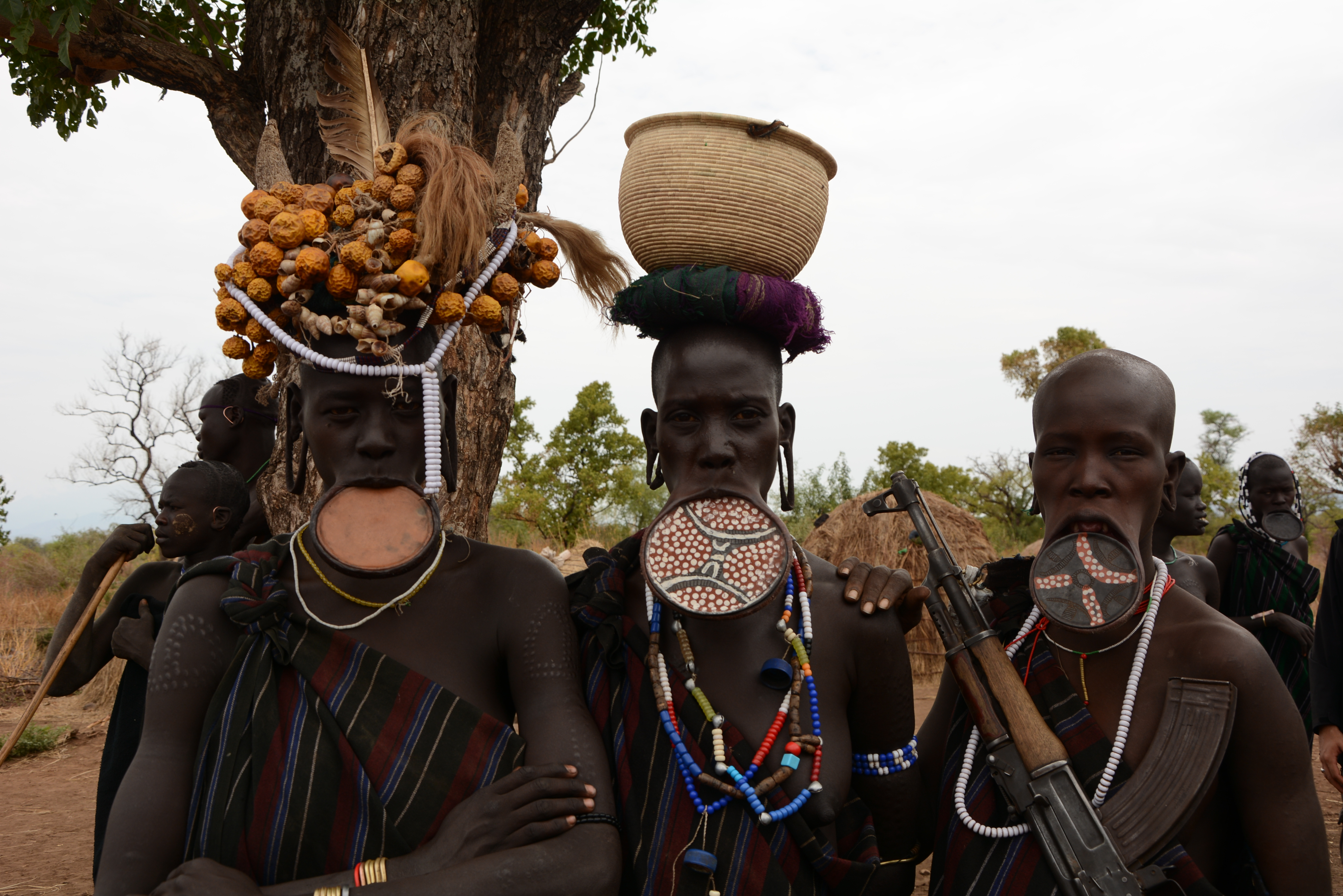
Mursi

Existen además diferentes tribus minoritarias, tales como surma, mursi y hamer.

### Alfabetización
El 49,9 % de la población está alfabetizada, correspondiente a un 55 % de los hombres y un 45 % de las mujeres. Lo cual refleja una reducción de la alfabetización, con relación a la década de 1980.

### Idiomas
El amhárico, el sidamo, el tigriña, el oromo, el gurage, el somalí y el árabe son las lenguas más extendidas, aparte de otros idiomas locales. El inglés es usado también por una minoría como segunda lengua, sobre todo en los negocios.
El amhárico es el idioma oficial de trabajo en el que se publican todas las leyes federales y es hablado por millones de etíopes como segundo idioma. En febrero de 2020, el gobierno etíope anunció que cuatro nuevos idiomas se convertirían en idiomas de trabajo a nivel federal de Etiopía: el afar, el oromo, el somalí y el tigriña. Según el embajador de Etiopía en los Estados Unidos, el inglés también era ahora un idioma de trabajo del gobierno etíope aunque este no tiene carácter oficial.

### Religión
Según el censo nacional de 2007, los cristianos (ortodoxos, protestantes y católicos) representan el 65 % de la población del país, los musulmanes el 32 % y las creencias tradicionales el 3 %. Una parte de Etiopía cree en el rastafari y Haile Selassie I.

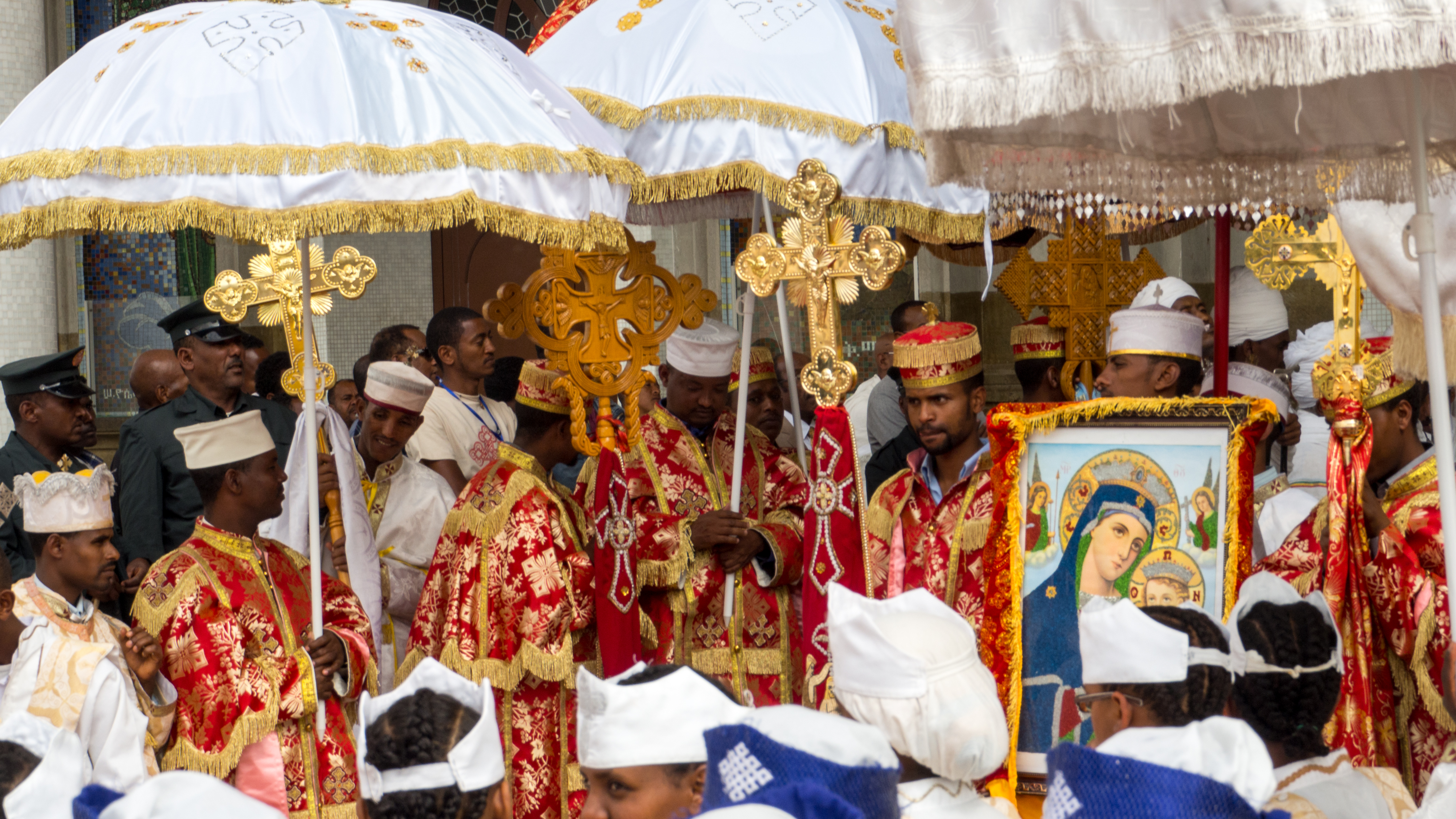
La festividad del Timkat es la celebración de la Epifanía por los cristianos ortodoxos etíopes.

A menudo el cristianismo en África es concebido como una importación europea que llegó con el colonialismo, pero este no es el caso de Etiopía. El Reino de Aksum fue uno de los primeros países en adoptar oficialmente el cristianismo, cuando san Frumencio de Tiro convirtió al rey Ezana durante el siglo IV. Muchos creen que el Evangelio había entrado en Etiopía incluso antes, con el oficial real descrito como bautizado por Felipe el Diácono en la Biblia, en el capítulo 8 (vv. 26-39) de los Hechos de los Apóstoles. Hoy en día, la Iglesia ortodoxa etíope es de lejos la dominante, aunque algunas iglesias protestantes han ganado terreno recientemente. El nombre "Etiopía" (en hebreo Kush) se menciona en la Biblia varias veces, y es de alguna manera considerado un lugar sagrado.
El islam en Etiopía existe desde casi la fundación de la religión: en el año 615, cuando un grupo de musulmanes escapó por consejo de Mahoma de la persecución en La Meca y viajó a Etiopía, que estaba gobernada, según las estimaciones de Mahoma, por un piadoso rey cristiano. Además, la tradición islámica afirma que Bilal ibn Ribah. uno de los más destacados compañeros de Mahoma, era de Etiopía.

## Ciudades principales
En esta lista se encuentran las principales ciudades etíopes de acuerdo con las estimaciones de población de la Agencia Central de Estadística de Etiopía, correspondiente a 2008:

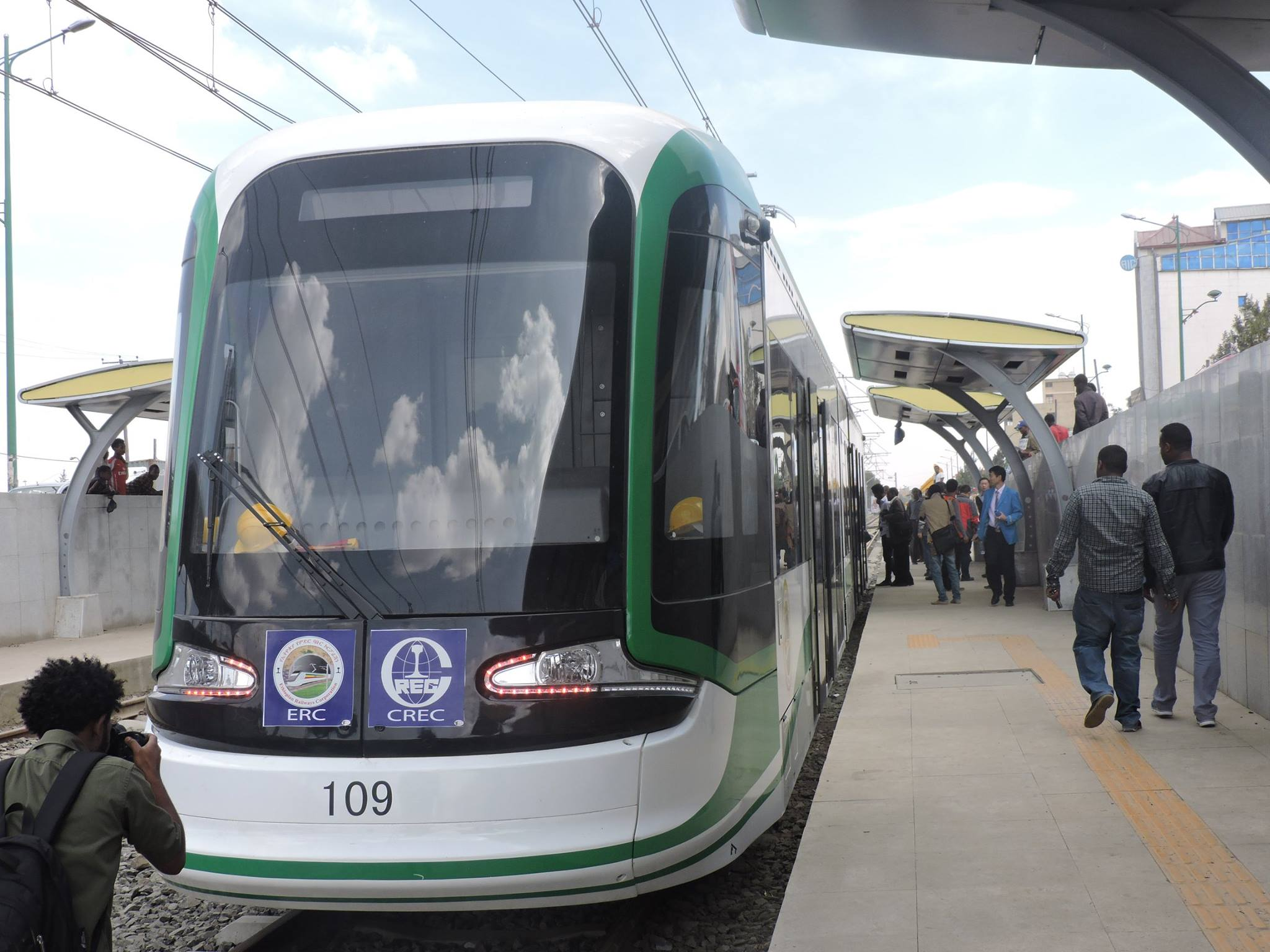
Metro ligero de Adís Abeba

| Principales ciudades de Etiopía (2008) | Principales ciudades de Etiopía (2008) | Principales ciudades de Etiopía (2008) | Principales ciudades de Etiopía (2008) | Principales ciudades de Etiopía (2008) |
| Nombre                                 | Nombre                                 | Región                                 | Habitantes en 1994                     | Habitantes en 2008                     |
| -------------------------------------- | -------------------------------------- | -------------------------------------- | -------------------------------------- | -------------------------------------- |
| 1                                      | Adís Abeba                             | Ciudad con estatus especial            | 2 300 000                              | 3 941 452                              |
| 2                                      | Dire Dawa                              | Ciudad con estatus especial            | 251 864                                | 432 725                                |
| 3                                      | Adama                                  | Oromía                                 | 127 842                                | 279 317                                |
| 4                                      | Gondar                                 | Amhara                                 | 112 249                                | 209 471                                |
| 5                                      | Mekele                                 | Tigray                                 | 96 938                                 | 190 473                                |
| 6                                      | Dese                                   | Amhara                                 | 97 314                                 | 175 002                                |
| 7                                      | Bahir Dar                              | Amhara                                 | 96 140                                 | 174 925                                |
| 8                                      | Jima                                   | Oromía                                 | 88 867                                 | 170 167                                |
| 9                                      | Debre Zeyit                            | Oromía                                 | 73 372                                 | 165 329                                |
| 10                                     | Awasa                                  | Región de los Pueblos del Sur          | 69 169                                 | 159 748                                |

## Transporte
Etiopía cuenta con 926 km de vías férreas electrificadas de ancho estándar de 1.435 mm (4 pies 8+1⁄2 pulgadas), 656 km para el ferrocarril Addis Abeba-Yibuti entre Addis Abeba y el puerto de Yibuti (vía Awash) y 270 km para el ferrocarril Awash-Hara Gebeya entre Addis Abeba y las ciudades gemelas de Dessie/Kombolcha (también vía Awash). Ambos ferrocarriles están en servicio de prueba o aún en construcción en agosto de 2017. Una vez puestos en servicio y plenamente operativos en 2018-2019, ambos ferrocarriles permitirán el transporte de pasajeros con una velocidad designada de 120 km/hora y el transporte de mercancías con una velocidad de ~80 km/hora. La duración prevista del viaje de Addis Abeba a la ciudad de Yibuti para los pasajeros sería inferior a doce horas y la de Addis Abeba a Dessie/Kombolcha sería de unas seis horas.
Además de los primeros 270 km del ferrocarril Awash-Hara Gebeya, una segunda fase de construcción de 120 km prevé la ampliación de este ferrocarril desde Dessie/Kombolcha hasta Hara Gebeya/Woldiya. No está claro cuándo se construirá e inaugurará este tramo. También se está construyendo un tercer ferrocarril, de 216 km de longitud, entre Mek'ele y Woldiya, pero tampoco está claro cuándo se pondrá en servicio e inaugurará. Todos los ferrocarriles forman parte de una futura red ferroviaria de más de 5.000 km de vías, la Red Ferroviaria Nacional de Etiopía.

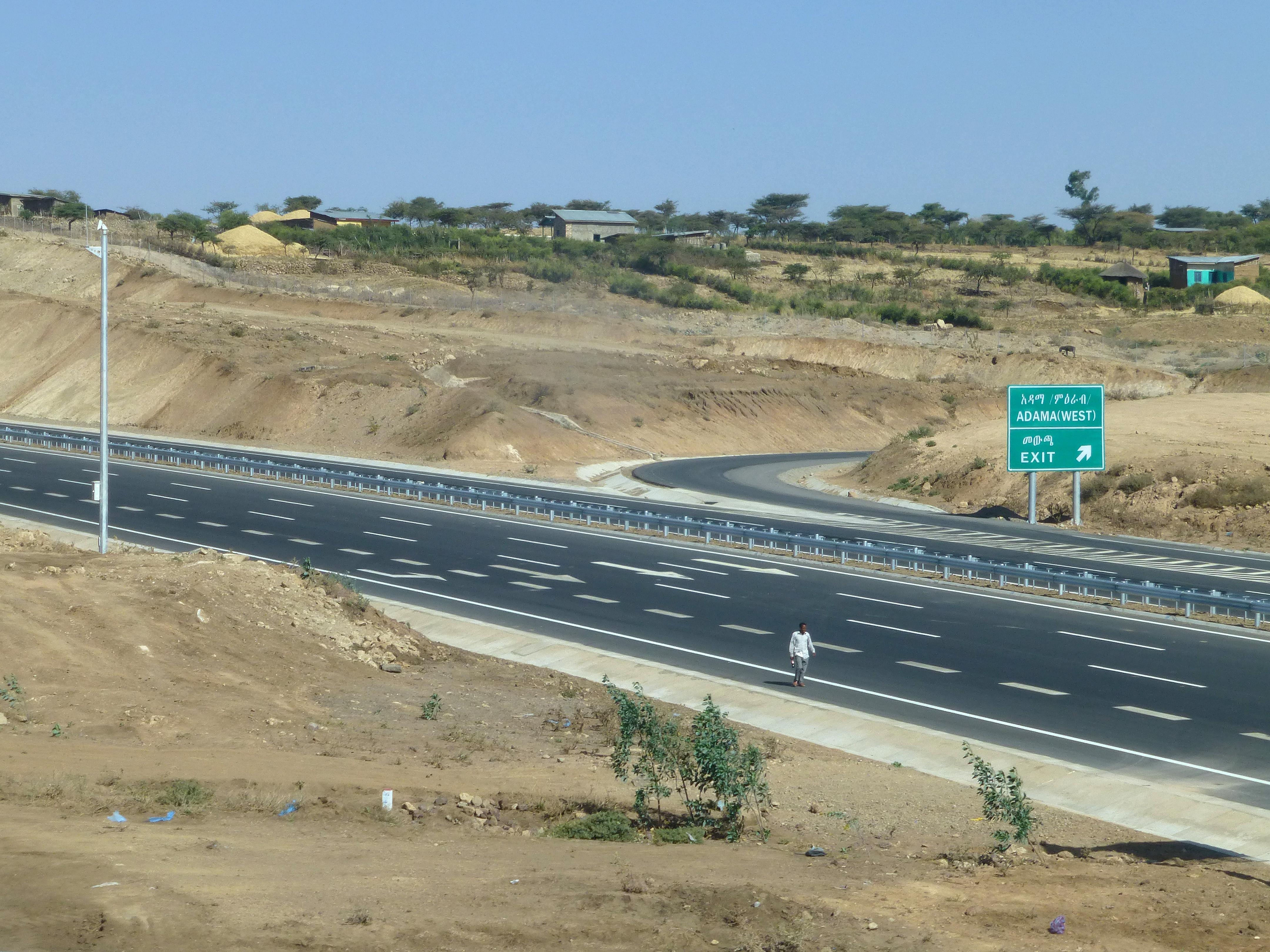
Autopista Addis Abeba-Adama en Adama

Como primera parte de un Programa de Desarrollo del Sector Viario de diez años de duración, entre 1997 y 2002 el gobierno etíope inició un esfuerzo sostenido para mejorar su infraestructura de carreteras. Como resultado, en 2015 Etiopía contaba con un total (federal y regional) de 100.000 km de carreteras, tanto pavimentadas como de grava.
Etiopía contaba con 58 aeropuertos en 2012, y 61 en 2016. Entre ellos, el Aeropuerto Internacional de Bole, en Addis Abeba, y el Aeropuerto Internacional de Aba Tenna Dejazmach Yilma, en Dire Dawa, acogen vuelos internacionales.
Ethiopian Airlines, miembro de Star Alliance, es la aerolínea bandera del país, y es propiedad al 100% del Gobierno de Etiopía. Desde su centro de operaciones en el Aeropuerto Internacional de Bole, la aerolínea presta servicio a una red de 102 destinos internacionales de pasajeros, 20 nacionales de pasajeros y 44 de carga. También es una de las aerolíneas de más rápido crecimiento del sector y del continente.

## Cultura

### Literatura

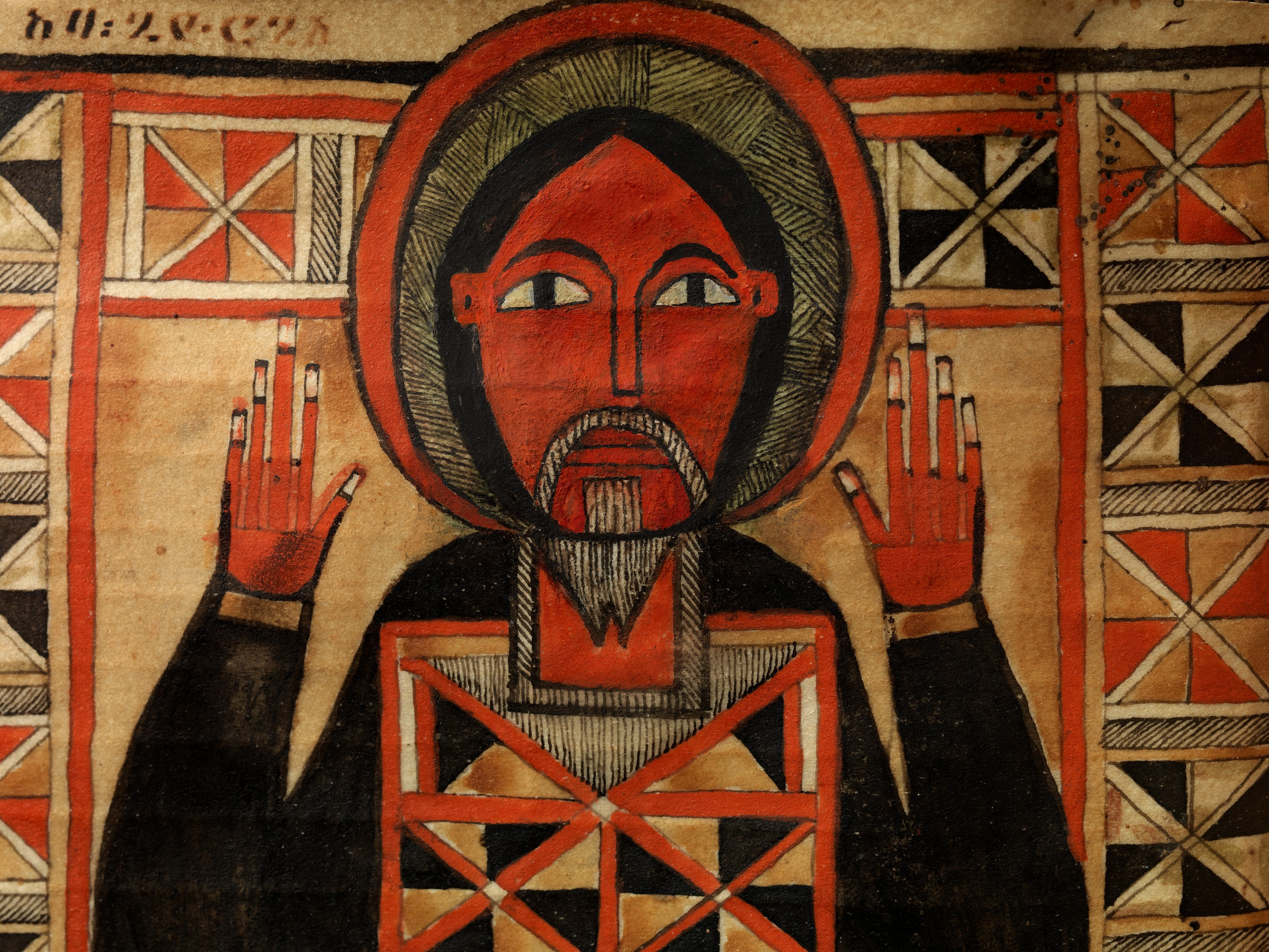
Giyorgis de Segla prolífico autor religioso de la Baja Edad Media

La literatura etíope se remonta al periodo aksumita, en el siglo IV, y la mayoría son meros motivos religiosos. En las inscripciones reales, empleaban tanto el ge'ez como el griego, pero este último fue desechado en 350. A diferencia de la mayoría de los países del África subsahariana, Etiopía posee una lengua antigua distinta, el ge'ez, que dominaba los aspectos políticos y educativos. A pesar de que la actual inestabilidad política del país pone en peligro el patrimonio cultural de estas obras, en los últimos años se han realizado algunas mejoras para su conservación.
Las obras literarias etíopes consistían principalmente en códices manuscritos (branna, o ብራና en amárico). Se prepara juntando hojas de pergamino y cosiéndolas para que se peguen. El tamaño del códice varía considerablemente en función de los volúmenes y la preparación. Por ejemplo, el códice de bolsillo mide 45 cm de largo y pesa más. Los historiadores especulan con la existencia de códices arcaicos en Etiopía. En la actualidad, todavía se puede comprobar la existencia de manuscritos parecidos a los códices primitivos en los que las hojas de pergamino son convenientes para escribir.
Otro libro de escritura notable es el pergamino protector (o mágico), que sirve como amuleto escrito. Algunos de ellos estaban destinados a fines mágicos, por ejemplo el ketab se utiliza para la defensa mágica. Los pergaminos suelen ser obra de los debtera, clérigos no ordenados expertos en exorcismos y curaciones. Los pergaminos de unos 30 cm son portátiles, mientras que los de 2 cm suelen desenrollarse y colgarse de la pared de la casa. El hecho de que los pergaminos emulen el soporte original de la literatura etíope es muy discutido, ya que existen pruebas abrumadoras de que los libros en lengua ge'ez se escribían en códice. En menor medida, Etiopía utilizaba libros en acordeón (llamados sensul), fechados a finales del siglo XV o XVI, compuestos de papel de pergamino doblado, con o sin cubierta. Estos libros suelen contener representaciones pictóricas de la vida y la muerte de figuras religiosas, o también textos significativos yuxtapuestos.

### Gastronomía

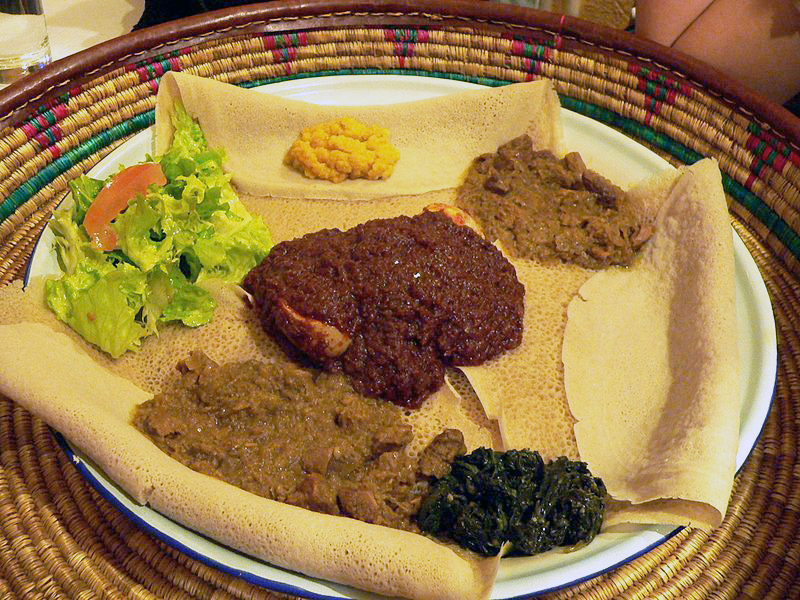
Un plato típico etíope: la injera, un pan plano, junto con varios tipos de carne.

La gastronomía de Etiopía consiste en varios entrantes y platos de verdura o carne, normalmente un guisado, servido encima de injera, un fino pan alargado.
La injera es una especie de crêpe hecha con un cereal que se llama teff o tef y que se cultiva en Etiopía, después de hecha la masa se deja fermentar y después se echa en una fuente de barro plana y redonda de unos 40 cm de diámetro previamente calentada al fuego (generalmente de leña), encima se le echan diversos guisos de carne o verdura y se come con la mano.
La cocina tradicional etíope no usa carne de cerdo de ningún tipo, ya que el islam y la Iglesia ortodoxa etíope prohíben comer esa carne.

### Medios de comunicación
En Etiopía se publican pocos periódicos. Uno de ellos es el Addis Tribune, editado en Adís Abeba. La mayoría de la población se conecta vía ADSL implementada por el gobierno, el cual mantiene un monopolio estricto, sin embargo las pocas corporaciones usan conexiones satelitales de proveedores extranjeros como conexión activa mediante los satélites Hispasat y NSS

### Calendario
Etiopía utiliza el calendario de la Iglesia ortodoxa copta, con siete u ocho años de retraso respecto al calendario occidental. El año nuevo etíope se celebra el 11 de septiembre. En el caso de los años bisiestos, la fiesta es el 12; así, el 12 de septiembre de 2007 fue el primer día del nuevo milenio para Etiopía.
Los etíopes coptos celebran su fiesta de fin de año o Enkutatash "regalo de joyas", con base en una antigua leyenda, según la cual la reina de Saba regresó repentinamente de su visita al rey Salomón, en Jerusalén, siendo celebrada por sus ministros y generales con gran alborozo y llenando de joyas las arcas reales. Esta celebración coincide con la Fiesta de Primavera en el hemisferio austral, y sus festejos se remontan a esa época.

### Música y danza

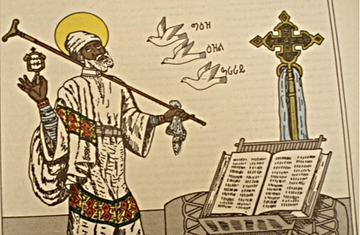
El compositor aksumita Yared, considerado precursor de la música tradicional de Etiopía

Unos 1600 años antes que en Europa, el santo etíope Yared creó una escritura musical para su repertorio de música sagrada y danza. La música, el canto y la danza etíopes se basan en la herencia musical de Yared. La danza folclórica más común, la esskista, tiene elementos fundamentales tradicionales de los diversos pueblos del altiplano etíope[cita requerida]. Característico de esas danzas es el movimiento rítmico de los hombros. Un contraste con las danzas del altiplano lo constituyen las danzas acrobáticas de los Welaita y los gestos teatrales de los remotos grupos étnicos de Gamo-Gofa y la parte baja del valle del Omo, que conservan costumbres más tradicionales.
Por su temática, la música de Etiopía se puede dividir en tres grandes grupos: la música folclórica y tradicional etíope, la música copta o sacra y la música popular, que se diferencia de la música folclórica por su carácter más general y las influencias extranjeras.
Entre las influencias de la música etíope están la música rastafari Nyahbinghi y reguetón, música sincrética de origen jamaiquino, mezcla de diferentes grupos de afrodescendientes, con alguna difusión en Etiopía. El ethio-jazz, creación del vibrafonista y director musical Mulatu Astatke, es parte de la historia de la música etíope. Algunos intérpretes famosos son el vocalista Tilahun Gessesse y el guitarrista Bibisha.
Entre los instrumentos musicales típicos están el krar, o lira etíope de cinco cuerdas, y el masenqo, un violín de una sola cuerda e instrumento histórico etíope. La esketa o “baile de los hombros” es una danza etíope. Al moverse con esta danza es como si la cabeza y los hombros trabajaran completamente separados del resto del cuerpo. Es una parte significativa de las antiguas danzas tribales de Etiopía.
Es de advertir que el nombre de Etiopía ha sido utilizado por artistas extranjeros ajenos por completo a la música etíope, como en los casos del argentino Nico Favio con la banda Etiopía y el escritor vasco Bernardo Atxaga en Nueva música de Etiopía.

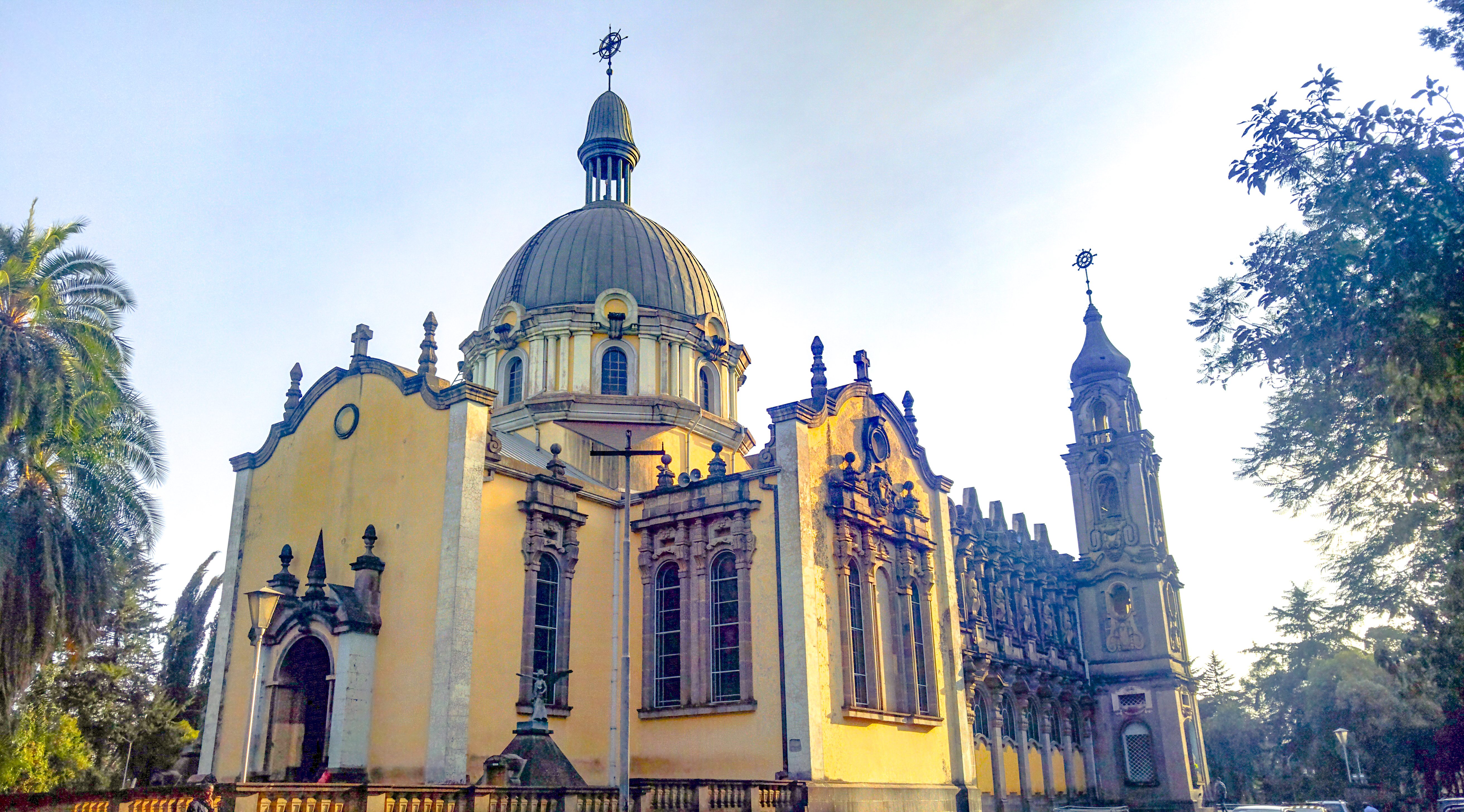
Catedral Ortodoxa Etíope de la Santísima Trinidad

### Arquitectura
Quizás la arquitectura más impresionante de la antigüedad se desarrolló durante el periodo Dʿmt. La mampostería de sillería fue un arquetipo de la arquitectura del sur de Arabia con la mayor similitud de estructura arquitectónica.
La arquitectura aksumita siguió floreciendo en torno al siglo IV de nuestra era. Las estelas aksumitas utilizaban comúnmente bloques simples y rocas. La Tumba de la Puerta Falsa construida para los emperadores aksumitas utilizaba el estilo monolítico La civilización de Lalibela era en gran parte de influencia aksumita, pero la capa de piedras o madera es muy diferente en algunas viviendas.
En el periodo gondarino, la arquitectura de Etiopía se impregnó de los estilos barroco, árabe, turco e indio gujarati, enseñados independientemente por emisarios portugueses en los siglos XVI y XVII. Ejemplo de ello es la fortaleza imperial Fasil Ghebbi, influida por cualquiera de estos estilos. La arquitectura medieval también se adelantó a la posterior época de las denominaciones de los siglos XIX y XX.
Muchas estructuras, como palacios, villas, casas de plebeyos y otras iglesias y monasterios, se construyeron alternando capas de piedra y madera. Las vigas de madera que sobresalen de estas estructuras han recibido el nombre de "cabezas de mono" y son un elemento básico de la arquitectura aksumita y una marca de la influencia aksumita en estructuras posteriores. 

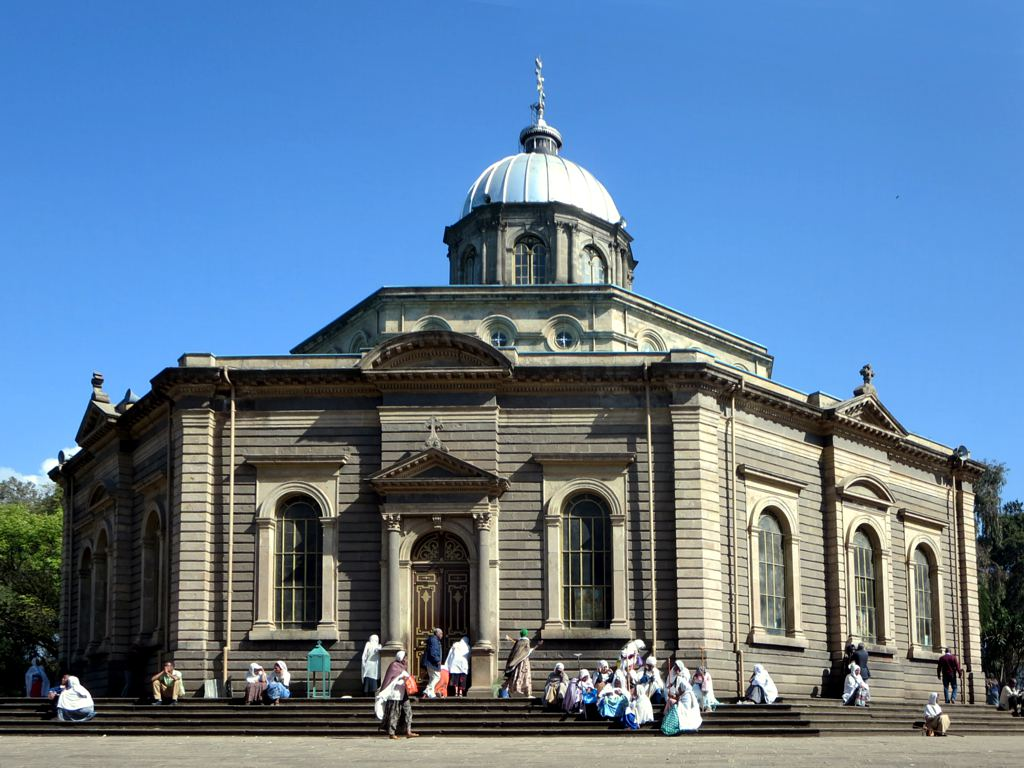
Catedral de San Jorge

Algunos ejemplos de este estilo tenían exteriores o interiores encalados, como el monasterio medieval del siglo XII de Yemrehanna Krestos, cerca de Lalibela, construido durante la dinastía zagwe en estilo aksumita. Las casas contemporáneas eran estructuras de piedra de una sola habitación, o casas cuadradas de dos plantas, o casas redondas de arenisca con cimientos de basalto. Las villas solían tener de dos a cuatro plantas y se construían en planos rectangulares (como las ruinas de Dungur). Un buen ejemplo de la arquitectura aksumita que aún se conserva es el monasterio de Debre Damo, del siglo VI.

## Ciencia y Tecnología
La ciencia y la tecnología en Etiopía se perfilan como progresistas debido a la falta de instituciones organizadas. Los fabricantes y proveedores de servicios se sitúan a menudo en una programación competitiva para avanzar en soluciones innovadoras y tecnológicas a través de ámbitos internos. La Ciencia y Tecnología Espaciales de Etiopía se encarga de llevar a cabo tareas polifacéticas relacionadas con el espacio y la tecnología. Además, Etiopía también lanzó el satélite multiespectral de teledetección ET-RSS1 de 70 kg en diciembre de 2019. El presidente Sahle-Work Zewde dijo antes en octubre de 2019 que "el satélite proporcionará todos los datos necesarios sobre los cambios en el clima y los fenómenos relacionados con el tiempo que se utilizarían para los objetivos clave del país en la agricultura, la silvicultura, así como las iniciativas de protección de los recursos naturales." 
En enero de 2020 comenzó la fabricación, ensamblaje, integración y pruebas del satélite. Esto también incrementaría las instalaciones construidas por una empresa francesa financiada por el Banco Europeo de Inversiones (BEI). El principal observatorio, el Observatorio de Entoto, y el Centro de Investigación de Ciencias Espaciales (EORC) asignaron programas espaciales. El Instituto Etíope de Biotecnología forma parte de la Industria de Servicios de Investigación Científica y Desarrollo, responsable de la conservación del medio ambiente y el clima. Numerosos científicos de gran enjundia han contribuido con matrículas de honor y renombre. Algunos son Kitaw Ejigu, Mulugeta Bekele, Aklilu Lemma, Gebisa Ejeta y Melaku Worede.
Etiopía es conocida por el uso de la medicina tradicional desde hace milenios. La primera epidemia que se produjo en Etiopía fue en 849, lo que provocó que el emperador aksumita Abba Yohannes fuera desalojado del lugar debido al "castigo de Dios por sus fechorías". Se afirma que la primera medicina tradicional se derivó de esta catástrofe, pero la fuente exacta es objeto de debate. Aunque difiere según los grupos étnicos, la medicina tradicional suele aplicar hierbas, curación espiritual, fijación de huesos y procedimientos quirúrgicos menores en el tratamiento de enfermedades. Otros campos incluyen las matemáticas convencionales utilizadas para medir la astrología, el calendario y la unidad de medida.
Etiopía ocupó el puesto 126 en el Índice Mundial de Innovación de la Organización Mundial de la Propiedad Intelectual en 2021, el 117 en 2022, el 125 en 2023 y el 130 en 2024.

## Deporte
Los principales deportes en Etiopía son el atletismo (sobre todo las carreras de larga distancia) y el fútbol. Los atletas etíopes han ganado muchas medallas de oro olímpicas en atletismo, la mayoría en carreras de larga distancia. Abebe Bikila se convirtió en el primer atleta de un país subsahariano en ganar una medalla de oro olímpica cuando ganó el maratón en los Juegos Olímpicos de Roma 1960 en un tiempo récord mundial de 2:15:16. Haile Gebrselassie, Kenenisa Bekele y Tirunesh Dibaba son corredores de larga distancia de renombre mundial, cada uno con múltiples medallas de oro olímpicas y en campeonatos mundiales. Letesenbet Gidey posee los récords mundiales femeninos de 5.000 y 10.000 metros. Otros corredores etíopes destacados son Mamo Wolde, Miruts Yifter, Derartu Tulu, Meseret Defar, Birhane Adere, Tiki Gelana, Genzebe Dibaba, Tariku Bekele, Gelete Burka y Yomif Kejelcha.

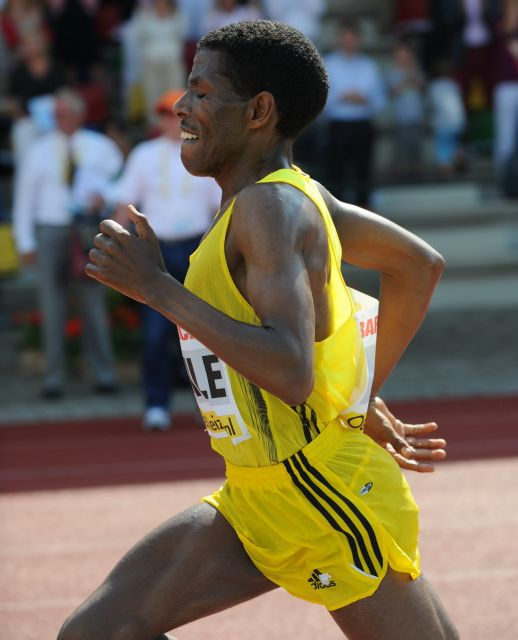
El etíope Haile Gebrselassie ostenta la séptima mejor marca mundial de maratón de todos los tiempos.

La selección de fútbol de Etiopía (apodada los Antílopes Walayia) hizo historia al clasificarse para la Copa Africana de Naciones 2012 y alcanzó a las 10 últimas selecciones africanas de fútbol en la última fase de clasificación para la Copa Mundial de la FIFA 2014. Entre sus jugadores más destacados se encuentran el capitán Adane Girma y el máximo goleador Saladin Said.
Etiopía tiene la tradición baloncestística más larga del África subsahariana, ya que creó una selección nacional de baloncesto en 1949.